# Elecciones provinciales de Córdoba de 2007
El 2 de septiembre de 2007 se realizaron elecciones para elegir Gobernador, vicegobernador y 70 diputados provinciales, de la Provincia de Córdoba.
El escrutinio provisorio estableció una diferencia mínima, de 1,17% a favor de Juan Schiaretti de Unión por Córdoba (peronista) sobre Luis Juez del Frente Cívico y Social. Pero este último rechazó el escrutinio provisorio por considerarlo fraudulento y recurrió a la justicia, exigiendo la apertura de todas las urnas y el recuento de voto por voto. 
En el escrutinio definitivo, la justicia electoral decidió que se abrieran las 711 urnas cuestionadas por alguno de los partidos políticos (sobre un total de 6.152 mesas), pero no aquellas sobre las que no hubo impugnaciones, que se declararon consolidadas. Por su parte, el Frente Cívico y Social, liderado por el candidato Luis Juez, insistió en que todas las urnas deben ser abiertas, tanto las impugnadas como las aprobadas por los partidos políticos, y el 2 de octubre presentó un recurso extraordinario ante la Corte Suprema de Justicia de la Nación.
El 4 de octubre finalizó el escrutinio definitivo estableciendo la victoria de Juan Schiaretti sobre Luis Juez por un margen de 1,13% (37,17 contra 36,04).

## Resultados

### Gobernador y vicegobernador
| Fórmula               | Fórmula               | Partido                                           | Partido                                           | Partido                                           | Votos     | %     |
| Gobernador            | Vicegobernador        | Partido                                           | Partido                                           | Partido                                           | Votos     | %     |
| --------------------- | --------------------- | ------------------------------------------------- | ------------------------------------------------- | ------------------------------------------------- | --------- | ----- |
| Juan Schiaretti       | Héctor Campana        |                                                   |                                                   | Partido Justicialista                             | 313.766   | 20,01 |
| Juan Schiaretti       | Héctor Campana        |                                                   | Partido Demócrata Cristiano                       | 50.648                                            | 3,23      |       |
| Juan Schiaretti       | Héctor Campana        |                                                   | Unión del Centro Democrático                      | 48.547                                            | 3,10      |       |
| Juan Schiaretti       | Héctor Campana        |                                                   | Acción por la República                           | 46.703                                            | 2,98      |       |
| Juan Schiaretti       | Héctor Campana        |                                                   | Acción Popular                                    | 34.562                                            | 2,20      |       |
| Juan Schiaretti       | Héctor Campana        |                                                   | Unión Ciudadana                                   | 22.304                                            | 1,42      |       |
| Juan Schiaretti       | Héctor Campana        |                                                   | Unión Vecinal de Córdoba                          | 17.835                                            | 1,14      |       |
| Juan Schiaretti       | Héctor Campana        |                                                   | Nuevo País                                        | 11.797                                            | 0,75      |       |
| Juan Schiaretti       | Héctor Campana        |                                                   | Frente Federal de Córdoba                         | 11.466                                            | 0,73      |       |
| Juan Schiaretti       | Héctor Campana        |                                                   | Partido Demócrata                                 | 9.441                                             | 0,60      |       |
| Juan Schiaretti       | Héctor Campana        |                                                   | Movimiento de Unidad Vecinalista                  | 8.724                                             | 0,56      |       |
| Juan Schiaretti       | Héctor Campana        |                                                   | Política Abierta para la Integridad Social        | 7.180                                             | 0,46      |       |
| Juan Schiaretti       | Héctor Campana        | Total Unión por Córdoba - Frente para la Victoria | Total Unión por Córdoba - Frente para la Victoria | Total Unión por Córdoba - Frente para la Victoria | 582.973   | 37,17 |
| Luis Juez             | Benigno Rins          |                                                   |                                                   | Frente Cívico                                     | 201.037   | 12,82 |
| Luis Juez             | Benigno Rins          |                                                   | Movimiento Libres del Sur                         | 71.936                                            | 4,59      |       |
| Luis Juez             | Benigno Rins          |                                                   | Unión Vecinal Federal                             | 56.400                                            | 3,60      |       |
| Luis Juez             | Benigno Rins          |                                                   | Frente Grande                                     | 47.415                                            | 3,02      |       |
| Luis Juez             | Benigno Rins          |                                                   | Movimiento Patriótico                             | 43.403                                            | 2,77      |       |
| Luis Juez             | Benigno Rins          |                                                   | Partido Comunista                                 | 41.022                                            | 2,62      |       |
| Luis Juez             | Benigno Rins          |                                                   | Partido Socialista                                | 38.602                                            | 2,46      |       |
| Luis Juez             | Benigno Rins          |                                                   | Vecinalismo Independiente                         | 38.448                                            | 2,45      |       |
| Luis Juez             | Benigno Rins          |                                                   | Partido Intransigente                             | 26.976                                            | 1,72      |       |
| Luis Juez             | Benigno Rins          | Total Juez - Rins                                 | Total Juez - Rins                                 | Total Juez - Rins                                 | 565.239   | 36,04 |
| Mario Negri           | Miguel Ángel Abella   |                                                   |                                                   | Unión Cívica Radical                              | 217.503   | 13,87 |
| Mario Negri           | Miguel Ángel Abella   |                                                   | Afirmación para una República Igualitaria         | 40.522                                            | 2,58      |       |
| Mario Negri           | Miguel Ángel Abella   |                                                   | Movimiento de Integración y Desarrollo            | 32.485                                            | 2,07      |       |
| Mario Negri           | Miguel Ángel Abella   |                                                   | Recrear para el Crecimiento                       | 30.428                                            | 1,94      |       |
| Mario Negri           | Miguel Ángel Abella   |                                                   | Movimiento Popular Cordobés                       | 26.760                                            | 1,71      |       |
| Mario Negri           | Miguel Ángel Abella   | Total Negri - Abella                              | Total Negri - Abella                              | Total Negri - Abella                              | 347.698   | 22,17 |
| Liliana Olivero       | Eduardo Salas         |                                                   | Frente de Izquierda y de los Trabajadores         | Frente de Izquierda y de los Trabajadores         | 28.830    | 1,84  |
| Jorge Ingaramo        | Gastón Dueñas         |                                                   | Primero la Gente                                  | Primero la Gente                                  | 12.584    | 0,80  |
| Gabriela Lamelas Paz  | César González        |                                                   | Partido de los Trabajadores Socialistas           | Partido de los Trabajadores Socialistas           | 10.778    | 0,69  |
| María Rosa Luque      | Danilo Marello        |                                                   | Partido Humanista                                 | Partido Humanista                                 | 9.288     | 0,59  |
| Raúl Gómez            | Eduardo Dellafiore    |                                                   | Movimiento Socialista de los Trabajadores         | Movimiento Socialista de los Trabajadores         | 7.835     | 0,50  |
| Francisco Lemme       | Estela Jaime          |                                                   | Movimiento de Unidad Popular                      | Movimiento de Unidad Popular                      | 3.013     | 0,19  |
| Votos positivos       | Votos positivos       | Votos positivos                                   | Votos positivos                                   | Votos positivos                                   | 1.568.238 | 91,84 |
| Votos en blanco       | Votos en blanco       | Votos en blanco                                   | Votos en blanco                                   | Votos en blanco                                   | 107.020   | 6,27  |
| Votos nulos           | Votos nulos           | Votos nulos                                       | Votos nulos                                       | Votos nulos                                       | 32.264    | 1,89  |
| Participación         | Participación         | Participación                                     | Participación                                     | Participación                                     | 1.707.522 | 72,01 |
| Electores registrados | Electores registrados | Electores registrados                             | Electores registrados                             | Electores registrados                             | 2.371.145 | 100   |
| Fuente:               |                       |                                                   |                                                   |                                                   |           |       |

### Legislatura
| Partido/Alianza                                   | Partido/Alianza                                   | Partido/Alianza                                   | Partido/Alianza                                   | Legislador por distrito único | Legislador por distrito único | Legislador por distrito único | Legislador por distrito único | Legislador departamental | Legislador departamental | Legislador departamental | Bancas totales |
| Partido/Alianza                                   | Partido/Alianza                                   | Partido/Alianza                                   | Partido/Alianza                                   | Votos                         | %                             | Bancas | Electos | Votos                    | %                        | Bancas                   | Bancas totales |
| ------------------------------------------------- | ------------------------------------------------- | ------------------------------------------------- | ------------------------------------------------- | ----------------------------- | ----------------------------- | --- | --- | ------------------------ | ------------------------ | ------------------------ | -------------- |
|                                                   |                                                   | Partido Justicialista                             | Partido Justicialista                             | 294.862                       | 19,07                         | | | 289.100                  | 19,23                    |                          |                |
|                                                   | Partido Demócrata Cristiano                       | Partido Demócrata Cristiano                       | 46.923                                            | 3,03                          | 45.621                        | 3,03 | |                          |                          |                          |                |
|                                                   | Acción por la República                           | Acción por la República                           | 45.010                                            | 2,91                          | 45.144                        | 3,00 | |                          |                          |                          |                |
|                                                   | Unión del Centro Democrático                      | Unión del Centro Democrático                      | 45.004                                            | 2,91                          | 43.626                        | 2,90 | |                          |                          |                          |                |
|                                                   | Acción Popular                                    | Acción Popular                                    | 31.736                                            | 2,05                          | 30.795                        | 2,05 | |                          |                          |                          |                |
|                                                   | Unión Ciudadana                                   | Unión Ciudadana                                   | 20.238                                            | 1,31                          | 19.356                        | 1,29 | |                          |                          |                          |                |
|                                                   | Unión Vecinal de Córdoba                          | Unión Vecinal de Córdoba                          | 16.336                                            | 1,06                          | 16.006                        | 1,06 | |                          |                          |                          |                |
|                                                   | Nuevo País                                        | Nuevo País                                        | 11.082                                            | 0,72                          | 10.944                        | 0,73 | |                          |                          |                          |                |
|                                                   | Frente Federal de Córdoba                         | Frente Federal de Córdoba                         | 10.800                                            | 0,70                          | 10.650                        | 0,71 | |                          |                          |                          |                |
|                                                   | Movimiento de Unidad Vecinalista                  | Movimiento de Unidad Vecinalista                  | 8.305                                             | 0,54                          | 8.102                         | 0,54 | |                          |                          |                          |                |
|                                                   | Partido Demócrata                                 | Partido Demócrata                                 | 7.556                                             | 0,49                          | 6.984                         | 0,46 | |                          |                          |                          |                |
|                                                   | Política Abierta para la Integridad Social        | Política Abierta para la Integridad Social        | 7.098                                             | 0,46                          | 6.876                         | 0,46 | |                          |                          |                          |                |
| Total Unión por Córdoba - Frente para la Victoria | Total Unión por Córdoba - Frente para la Victoria | Total Unión por Córdoba - Frente para la Victoria | Total Unión por Córdoba - Frente para la Victoria | 544.950                       | 35,24                         | 17/44 | Ver electos: - Juan Carlos Massei - Evelina Margarita Feraudo - Ángel Mario Elettore - Mabel del Carmen Genta - Marcelo Falo - María Amelia Chiofalo - Dante Fortunato Heredia - Mirtha del Carmen Valarolo - Nelson José Iperico - Alicia Isabel Narducci - Horacio Daniel Vega - María Leonor Alarcia - José Emilio Graglia - Gladys del Valle Nieto - Héctor Reinaldo Lobo - Estela Beatriz Bressan - Juan Fernando Brügge | 533.204                  | 35,46                    | 20/26                    | 37/70          |
|                                                   |                                                   | Frente Cívico                                     | Frente Cívico                                     | 186.965                       | 12,09                         | 6/44 | Ver electos: - Eduardo Efraín Bischoff - Esmeralda del Tránsito Rodríguez - César Miguel José Serra - Nancy Fabiola Lizzul - Augusto Enrique Varas - Adela Coria | 178.024                  | 11,84                    |                          |                |
|                                                   |                                                   | Movimiento Libres del Sur                         | 65.565                                            | 4,24                          |                               | | 62.208 | 4,14                     |                          |                          |                |
|                                                   | Frente Grande                                     | 42.994                                            | 2,78                                              | 40.301                        | 2,68                          | | |                          |                          |                          |                |
| Total MLS - FG                                    | Total MLS - FG                                    | Total MLS - FG                                    | 108.559                                           | 7,02                          | 3/44                          | Ver electos: - Raúl Ernesto Jiménez - Silvia Graciela Rivero - Enrique Mario Asbert | — | —                        |                          |                          |                |
|                                                   |                                                   | Partido Comunista                                 | 36.825                                            | 2,38                          |                               | | 35.246 | 2,34                     |                          |                          |                |
|                                                   | Partido Socialista                                | 35.581                                            | 2,30                                              | 33.781                        | 2,25                          | | |                          |                          |                          |                |
| Total PC - PS                                     | Total PC - PS                                     | Total PC - PS                                     | 72.406                                            | 4,68                          | 2/44                          | Ver electos: - Roberto César Birri - Nadia Vanesa Fernández | — | —                        |                          |                          |                |
|                                                   | Unión Vecinal Federal                             | Unión Vecinal Federal                             | 51.687                                            | 3,34                          | 1/44                          | - José Antonio Maiocco | 48.856 | 3,25                     |                          |                          |                |
|                                                   | Movimiento Patriótico                             | Movimiento Patriótico                             | 38.973                                            | 2,52                          | 1/44                          | - José Eduardo Villena | 37.548 | 2,50                     |                          |                          |                |
|                                                   | Vecinalismo Independiente                         | Vecinalismo Independiente                         | 34.815                                            | 2,25                          | 1/44                          | - Modesta Magdalena Genesio de Stabio | 34.511 | 2,30                     |                          |                          |                |
|                                                   | Partido Intransigente                             | Partido Intransigente                             | 25.262                                            | 1,63                          |                               | | 24.217 | 1,61                     |                          |                          |                |
| Total alianza Frente Cívico y Social              | Total alianza Frente Cívico y Social              | Total alianza Frente Cívico y Social              | Total alianza Frente Cívico y Social              | 518.667                       | 33,54                         | 14/44 | | 494.692                  | 31,99                    | 3/26                     | 17/70          |
|                                                   |                                                   |                                                   | Unión Cívica Radical                              | 218.740                       | 14,15                         | | | 224.141                  | 14,91                    |                          |                |
|                                                   | Movimiento de Integración y Desarrollo            | 32.405                                            | 2,10                                              | 33.654                        | 2,24                          | | |                          |                          |                          |                |
|                                                   | Movimiento Popular Cordobés                       | 26.658                                            | 1,72                                              | 27.688                        | 1,84                          | | |                          |                          |                          |                |
| Total UCR - MID - MPC                             | Total UCR - MID - MPC                             | Total UCR - MID - MPC                             | 277.803                                           | 17,97                         | 9/44                          | Ver electos: - Carlos José Giaveno - María Alejandra Matar - Hipólito Faustinelli - Ana María Dressino - Miguel Osvaldo Nicolás - Norma María Poncio - Alfredo Jesús Cugat - María Soledad Calvo Aguado - Dante Valentín Rossi | — | —                        |                          |                          |                |
|                                                   | Afirmación para una República Igualitaria         | Afirmación para una República Igualitaria         | 40.660                                            | 2,63                          | 1/44                          | - Omar Antonio Ruiz | 41.182 | 2,74                     |                          |                          |                |
|                                                   | Recrear para el Crecimiento                       | Recrear para el Crecimiento                       | 30.494                                            | 1,97                          | 1/44                          | - Raúl Humberto Albarracín | 30.956 | 2,06                     |                          |                          |                |
| Total UCR - MID - MPC - ARI - RpC                 | Total UCR - MID - MPC - ARI - RpC                 | Total UCR - MID - MPC - ARI - RpC                 | Total UCR - MID - MPC - ARI - RpC                 | 348.957                       | 22,57                         | 11/44 | | 357.621                  | 23,79                    | 3/26                     | 13/70          |
|                                                   | Movimiento de Acción Vecinal                      | Movimiento de Acción Vecinal                      | Movimiento de Acción Vecinal                      | 53.643                        | 3,47                          | 1/44 | - Kasen Merched Dandach | 51.735                   | 3,44                     |                          | 1/70           |
|                                                   | Frente de Izquierda y de los Trabajadores         | Frente de Izquierda y de los Trabajadores         | Frente de Izquierda y de los Trabajadores         | 30.425                        | 1,97                          | 1/44 | - Liliana Olivero | 27.843                   | 1,85                     | 1/70                     |                |
|                                                   | Primero la Gente                                  | Primero la Gente                                  | Primero la Gente                                  | 13.033                        | 0,84                          | | | 9.019                    | 0,60                     |                          |                |
|                                                   | Partido de los Trabajadores Socialistas           | Partido de los Trabajadores Socialistas           | Partido de los Trabajadores Socialistas           | 10.946                        | 0,71                          | 8.684 | 0,58 |                          |                          |                          |                |
|                                                   | Partido Humanista                                 | Partido Humanista                                 | Partido Humanista                                 | 9.416                         | 0,61                          | 8.218 | 0,55 |                          |                          |                          |                |
|                                                   | Movimiento Socialista de los Trabajadores         | Movimiento Socialista de los Trabajadores         | Movimiento Socialista de los Trabajadores         | 7.918                         | 0,51                          | 7.944 | 0,53 |                          |                          |                          |                |
|                                                   | Acción para el Cambio                             | Acción para el Cambio                             | Acción para el Cambio                             | 5.318                         | 0,34                          | 2.670 | 0,18 |                          |                          |                          |                |
|                                                   | Movimiento de Unidad Popular                      | Movimiento de Unidad Popular                      | Movimiento de Unidad Popular                      | 2.918                         | 0,19                          | 1.870 | 0,12 |                          |                          |                          |                |
| Votos positivos                                   | Votos positivos                                   | Votos positivos                                   | Votos positivos                                   | 1.546.191                     | 90,55                         | 1.503.500 | 88,05 |                          |                          |                          |                |
| Votos en blanco                                   | Votos en blanco                                   | Votos en blanco                                   | Votos en blanco                                   | 130.921                       | 7,67                          | 173.352 | 10,15 |                          |                          |                          |                |
| Votos nulos                                       | Votos nulos                                       | Votos nulos                                       | Votos nulos                                       | 30.410                        | 1,78                          | 30.670 | 1,80 |                          |                          |                          |                |
| Participación                                     | Participación                                     | Participación                                     | Participación                                     | 1.707.522                     | 72,01                         | 1.707.522 | 72,01 |                          |                          |                          |                |
| Electores registrados                             | Electores registrados                             | Electores registrados                             | Electores registrados                             | 2.371.145                     | 100                           | 2.371.145 | 100 |                          |                          |                          |                |
| Fuentes:                                          |                                                   |                                                   |                                                   |                               |                               | | |                          |                          |                          |                |

#### Resultados por departamentos
| Calamuchita 1 Legislador        | Calamuchita 1 Legislador                   | Calamuchita 1 Legislador                  | Calamuchita 1 Legislador | Calamuchita 1 Legislador | Calamuchita 1 Legislador        |
| Partido/Alianza                 | Partido/Alianza                            | Partido/Alianza                           | Votos                    | %                        | Electo                          |
| ------------------------------- | ------------------------------------------ | ----------------------------------------- | ------------------------ | ------------------------ | ------------------------------- |
|                                 |                                            | Partido Justicialista                     | 6.274                    | 25,97                    |                                 |
|                                 | Acción por la República                    | 1.182                                     | 4,89                     |                          |                                 |
|                                 | Partido Demócrata Cristiano                | 728                                       | 3,01                     |                          |                                 |
|                                 | Unión del Centro Democrático               | 630                                       | 2,61                     |                          |                                 |
|                                 | Acción Popular                             | 431                                       | 1,78                     |                          |                                 |
|                                 | Unión Ciudadana                            | 409                                       | 1,69                     |                          |                                 |
|                                 | Nuevo País                                 | 250                                       | 1,03                     |                          |                                 |
|                                 | Frente Federal de Córdoba                  | 232                                       | 0,96                     |                          |                                 |
|                                 | Movimiento de Unidad Vecinalista           | 216                                       | 0,89                     |                          |                                 |
|                                 | Política Abierta para la Integridad Social | 166                                       | 0,69                     |                          |                                 |
|                                 | Unión Vecinal de Córdoba                   | 110                                       | 0,46                     |                          |                                 |
|                                 | Partido Demócrata                          | 2                                         | 0,01                     |                          |                                 |
| Total alianza                   | Total alianza                              | Total alianza                             | 10.630                   | 44,00                    | - Carlos Tomás Alesandri        |
|                                 |                                            | Unión Cívica Radical                      | 5.526                    | 22,87                    |                                 |
|                                 | Movimiento de Integración y Desarrollo     | 929                                       | 3,85                     |                          |                                 |
|                                 | Afirmación para una República Igualitaria  | 887                                       | 3,67                     |                          |                                 |
|                                 | Movimiento Popular Cordobés                | 771                                       | 3,19                     |                          |                                 |
|                                 | Recrear para el Crecimiento                | 502                                       | 2,08                     |                          |                                 |
| Total alianza                   | Total alianza                              | Total alianza                             | 8.615                    | 35,66                    |                                 |
|                                 |                                            | Frente Cívico                             | 1.611                    | 6,67                     |                                 |
|                                 | Movimiento Libres del Sur                  | 846                                       | 3,50                     |                          |                                 |
|                                 | Unión Vecinal Federal                      | 529                                       | 2,19                     |                          |                                 |
|                                 | Frente Grande                              | 389                                       | 1,61                     |                          |                                 |
|                                 | Partido Socialista                         | 381                                       | 1,58                     |                          |                                 |
|                                 | Vecinalismo Independiente                  | 371                                       | 1,54                     |                          |                                 |
|                                 | Partido Comunista                          | 265                                       | 1,10                     |                          |                                 |
|                                 | Movimiento Patriótico                      | 178                                       | 0,74                     |                          |                                 |
|                                 | Partido Intransigente                      | 138                                       | 0,57                     |                          |                                 |
| Total alianza                   | Total alianza                              | Total alianza                             | 4.708                    | 19,49                    |                                 |
|                                 | Frente de Izquierda y de los Trabajadores  | Frente de Izquierda y de los Trabajadores | 144                      | 0,60                     |                                 |
|                                 | Movimiento Socialista de los Trabajadores  | Movimiento Socialista de los Trabajadores | 62                       | 0,26                     |                                 |
| Votos positivos                 | Votos positivos                            | Votos positivos                           | 24.159                   | 89,67                    |                                 |
| Votos en blanco                 | Votos en blanco                            | Votos en blanco                           | 2.502                    | 9,29                     |                                 |
| Votos nulos                     | Votos nulos                                | Votos nulos                               | 280                      | 1,04                     |                                 |
| Participación                   | Participación                              | Participación                             | 26.941                   | 73,81                    |                                 |
| Electores registrados           | Electores registrados                      | Electores registrados                     | 36.499                   | 100                      |                                 |
| Capital 1 Legislador            |                                            |                                           |                          |                          |                                 |
| Partido/Alianza                 | Partido/Alianza                            | Partido/Alianza                           | Votos                    | %                        | Electo                          |
|                                 |                                            | Frente Cívico                             | 106.517                  | 18,26                    |                                 |
|                                 | Movimiento Libres del Sur                  | 36.720                                    | 6,30                     |                          |                                 |
|                                 | Movimiento Patriótico                      | 24.288                                    | 4,16                     |                          |                                 |
|                                 | Frente Grande                              | 21.707                                    | 3,72                     |                          |                                 |
|                                 | Unión Vecinal Federal                      | 18.751                                    | 3,22                     |                          |                                 |
|                                 | Partido Comunista                          | 17.932                                    | 3,07                     |                          |                                 |
|                                 | Partido Socialista                         | 15.614                                    | 2,68                     |                          |                                 |
|                                 | Vecinalismo Independiente                  | 13.332                                    | 2,29                     |                          |                                 |
|                                 | Partido Intransigente                      | 12.181                                    | 2,09                     |                          |                                 |
| Total alianza                   | Total alianza                              | Total alianza                             | 267.042                  | 45,79                    | - Miguel Ángel Ortiz Pellegrini |
|                                 |                                            | Partido Justicialista                     | 62.017                   | 10,63                    |                                 |
|                                 | Unión del Centro Democrático               | 10.003                                    | 1,72                     |                          |                                 |
|                                 | Partido Demócrata Cristiano                | 9.002                                     | 1,54                     |                          |                                 |
|                                 | Acción Popular                             | 7.793                                     | 1,34                     |                          |                                 |
|                                 | Unión Ciudadana                            | 6.352                                     | 1,09                     |                          |                                 |
|                                 | Partido Demócrata                          | 5.834                                     | 1,00                     |                          |                                 |
|                                 | Acción por la República                    | 5.105                                     | 0,88                     |                          |                                 |
|                                 | Unión Vecinal de Córdoba                   | 4.816                                     | 0,83                     |                          |                                 |
|                                 | Frente Federal de Córdoba                  | 2.644                                     | 0,45                     |                          |                                 |
|                                 | Nuevo País                                 | 2.454                                     | 0,42                     |                          |                                 |
|                                 | Movimiento de Unidad Vecinalista           | 1.485                                     | 0,25                     |                          |                                 |
|                                 | Política Abierta para la Integridad Social | 1.250                                     | 0,21                     |                          |                                 |
| Total alianza                   | Total alianza                              | Total alianza                             | 118.755                  | 20,36                    |                                 |
|                                 |                                            | Unión Cívica Radical                      | 58.526                   | 10,04                    |                                 |
|                                 | Recrear para el Crecimiento                | 13.804                                    | 2,37                     |                          |                                 |
|                                 | Movimiento de Integración y Desarrollo     | 11.529                                    | 1,98                     |                          |                                 |
|                                 | Afirmación para una República Igualitaria  | 10.681                                    | 1,83                     |                          |                                 |
|                                 | Movimiento Popular Cordobés                | 9.390                                     | 1,61                     |                          |                                 |
| Total alianza                   | Total alianza                              | Total alianza                             | 103.930                  | 17,82                    |                                 |
|                                 | Movimiento de Acción Vecinal               | Movimiento de Acción Vecinal              | 51.121                   | 8,77                     |                                 |
|                                 | Frente de Izquierda y de los Trabajadores  | Frente de Izquierda y de los Trabajadores | 17.771                   | 3,05                     |                                 |
|                                 | Primero la Gente                           | Primero la Gente                          | 9.019                    | 1,55                     |                                 |
|                                 | Partido de los Trabajadores Socialistas    | Partido de los Trabajadores Socialistas   | 4.769                    | 0,82                     |                                 |
|                                 | Movimiento Socialista de los Trabajadores  | Movimiento Socialista de los Trabajadores | 3.802                    | 0,65                     |                                 |
|                                 | Partido Humanista                          | Partido Humanista                         | 3.571                    | 0,61                     |                                 |
|                                 | Acción para el Cambio                      | Acción para el Cambio                     | 2.485                    | 0,43                     |                                 |
|                                 | Movimiento de Unidad Popular               | Movimiento de Unidad Popular              | 943                      | 0,16                     |                                 |
| Votos positivos                 | Votos positivos                            | Votos positivos                           | 583.208                  | 87,00                    |                                 |
| Votos en blanco                 | Votos en blanco                            | Votos en blanco                           | 72.271                   | 10,78                    |                                 |
| Votos nulos                     | Votos nulos                                | Votos nulos                               | 14.895                   | 2,22                     |                                 |
| Participación                   | Participación                              | Participación                             | 670.374                  | 70,43                    |                                 |
| Electores registrados           | Electores registrados                      | Electores registrados                     | 951.777                  | 100                      |                                 |
| Colón 1 Legislador              |                                            |                                           |                          |                          |                                 |
| Partido/Alianza                 | Partido/Alianza                            | Partido/Alianza                           | Votos                    | %                        | Electo                          |
|                                 |                                            | Frente Cívico                             | 11.240                   | 13,04                    |                                 |
|                                 | Unión Vecinal Federal                      | 5.123                                     | 5,94                     |                          |                                 |
|                                 | Vecinalismo Independiente                  | 4.571                                     | 5,30                     |                          |                                 |
|                                 | Frente Grande                              | 3.460                                     | 4,01                     |                          |                                 |
|                                 | Movimiento Libres del Sur                  | 2.843                                     | 3,30                     |                          |                                 |
|                                 | Partido Socialista                         | 2.641                                     | 3,06                     |                          |                                 |
|                                 | Partido Comunista                          | 2.287                                     | 2,65                     |                          |                                 |
|                                 | Movimiento Patriótico                      | 2.206                                     | 2,56                     |                          |                                 |
|                                 | Partido Intransigente                      | 1.572                                     | 1,82                     |                          |                                 |
| Total alianza                   | Total alianza                              | Total alianza                             | 35.943                   | 41,69                    | - César Omar Seculini           |
|                                 |                                            | Partido Justicialista                     | 13.685                   | 15,87                    |                                 |
|                                 | Unión del Centro Democrático               | 2.363                                     | 2,74                     |                          |                                 |
|                                 | Partido Demócrata Cristiano                | 2.193                                     | 2,54                     |                          |                                 |
|                                 | Acción Popular                             | 2.155                                     | 2,50                     |                          |                                 |
|                                 | Unión Ciudadana                            | 1.583                                     | 1,84                     |                          |                                 |
|                                 | Acción por la República                    | 1.247                                     | 1,45                     |                          |                                 |
|                                 | Unión Vecinal de Córdoba                   | 1.125                                     | 1,30                     |                          |                                 |
|                                 | Frente Federal de Córdoba                  | 915                                       | 1,06                     |                          |                                 |
|                                 | Nuevo País                                 | 781                                       | 0,91                     |                          |                                 |
|                                 | Movimiento de Unidad Vecinalista           | 364                                       | 0,42                     |                          |                                 |
|                                 | Política Abierta para la Integridad Social | 261                                       | 0,30                     |                          |                                 |
|                                 | Partido Demócrata                          | 91                                        | 0,11                     |                          |                                 |
| Total alianza                   | Total alianza                              | Total alianza                             | 26.763                   | 31,04                    |                                 |
|                                 |                                            | Unión Cívica Radical                      | 10.719                   | 12,43                    |                                 |
|                                 | Afirmación para una República Igualitaria  | 2.169                                     | 2,52                     |                          |                                 |
|                                 | Movimiento Popular Cordobés                | 2.098                                     | 2,43                     |                          |                                 |
|                                 | Movimiento de Integración y Desarrollo     | 1.864                                     | 2,16                     |                          |                                 |
|                                 | Recrear para el Crecimiento                | 1.406                                     | 1,63                     |                          |                                 |
| Total alianza                   | Total alianza                              | Total alianza                             | 18.256                   | 21,17                    |                                 |
|                                 | Frente de Izquierda y de los Trabajadores  | Frente de Izquierda y de los Trabajadores | 2.579                    | 2,99                     |                                 |
|                                 | Partido Humanista                          | Partido Humanista                         | 900                      | 1,04                     |                                 |
|                                 | Partido de los Trabajadores Socialistas    | Partido de los Trabajadores Socialistas   | 896                      | 1,04                     |                                 |
|                                 | Movimiento Socialista de los Trabajadores  | Movimiento Socialista de los Trabajadores | 411                      | 0,48                     |                                 |
|                                 | Movimiento de Acción Vecinal               | Movimiento de Acción Vecinal              | 247                      | 0,29                     |                                 |
|                                 | Movimiento de Unidad Popular               | Movimiento de Unidad Popular              | 224                      | 0,26                     |                                 |
| Votos positivos                 | Votos positivos                            | Votos positivos                           | 86.219                   | 86,20                    |                                 |
| Votos en blanco                 | Votos en blanco                            | Votos en blanco                           | 11.686                   | 11,68                    |                                 |
| Votos nulos                     | Votos nulos                                | Votos nulos                               | 2.117                    | 2,12                     |                                 |
| Participación                   | Participación                              | Participación                             | 100.022                  | 69,21                    |                                 |
| Electores registrados           | Electores registrados                      | Electores registrados                     | 144.518                  | 100                      |                                 |
| Cruz del Eje 1 Legislador       |                                            |                                           |                          |                          |                                 |
| Partido/Alianza                 | Partido/Alianza                            | Partido/Alianza                           | Votos                    | %                        | Electo                          |
|                                 |                                            | Partido Justicialista                     | 5.649                    | 25,58                    |                                 |
|                                 | Acción por la República                    | 1.236                                     | 5,60                     |                          |                                 |
|                                 | Partido Demócrata Cristiano                | 806                                       | 3,65                     |                          |                                 |
|                                 | Unión del Centro Democrático               | 768                                       | 3,48                     |                          |                                 |
|                                 | Acción Popular                             | 631                                       | 2,86                     |                          |                                 |
|                                 | Frente Federal de Córdoba                  | 343                                       | 1,55                     |                          |                                 |
|                                 | Unión Ciudadana                            | 305                                       | 1,38                     |                          |                                 |
|                                 | Nuevo País                                 | 246                                       | 1,11                     |                          |                                 |
|                                 | Unión Vecinal de Córdoba                   | 206                                       | 0,93                     |                          |                                 |
|                                 | Política Abierta para la Integridad Social | 63                                        | 0,29                     |                          |                                 |
|                                 | Movimiento de Unidad Vecinalista           | 11                                        | 0,05                     |                          |                                 |
|                                 | Partido Demócrata                          | 1                                         | 0,00                     |                          |                                 |
| Total alianza                   | Total alianza                              | Total alianza                             | 10.265                   | 46,49                    | - José Omar Monier              |
|                                 |                                            | Unión Cívica Radical                      | 4.433                    | 20,08                    |                                 |
|                                 | Movimiento Popular Cordobés                | 780                                       | 3,53                     |                          |                                 |
|                                 | Afirmación para una República Igualitaria  | 555                                       | 2,51                     |                          |                                 |
|                                 | Movimiento de Integración y Desarrollo     | 318                                       | 1,44                     |                          |                                 |
|                                 | Recrear para el Crecimiento                | 244                                       | 1,10                     |                          |                                 |
| Total alianza                   | Total alianza                              | Total alianza                             | 6.330                    | 28,67                    |                                 |
|                                 |                                            | Frente Cívico                             | 2.040                    | 9,24                     |                                 |
|                                 | Partido Socialista                         | 602                                       | 2,73                     |                          |                                 |
|                                 | Frente Grande                              | 486                                       | 2,20                     |                          |                                 |
|                                 | Partido Intransigente                      | 346                                       | 1,57                     |                          |                                 |
|                                 | Vecinalismo Independiente                  | 243                                       | 1,10                     |                          |                                 |
|                                 | Partido Comunista                          | 159                                       | 0,72                     |                          |                                 |
|                                 | Unión Vecinal Federal                      | 147                                       | 0,67                     |                          |                                 |
|                                 | Movimiento Patriótico                      | 114                                       | 0,52                     |                          |                                 |
| Total alianza                   | Total alianza                              | Total alianza                             | 4.137                    | 18,73                    |                                 |
|                                 | Movimiento Libres del Sur                  | Movimiento Libres del Sur                 | 1.167                    | 5,28                     |                                 |
|                                 | Frente de Izquierda y de los Trabajadores  | Frente de Izquierda y de los Trabajadores | 94                       | 0,43                     |                                 |
|                                 | Partido de los Trabajadores Socialistas    | Partido de los Trabajadores Socialistas   | 46                       | 0,21                     |                                 |
|                                 | Movimiento Socialista de los Trabajadores  | Movimiento Socialista de los Trabajadores | 43                       | 0,19                     |                                 |
| Votos positivos                 | Votos positivos                            | Votos positivos                           | 22.082                   | 87,85                    |                                 |
| Votos en blanco                 | Votos en blanco                            | Votos en blanco                           | 2.866                    | 11,40                    |                                 |
| Votos nulos                     | Votos nulos                                | Votos nulos                               | 187                      | 0,74                     |                                 |
| Participación                   | Participación                              | Participación                             | 25.135                   | 64,78                    |                                 |
| Electores registrados           | Electores registrados                      | Electores registrados                     | 38.802                   | 100                      |                                 |
| General Roca 1 Legislador       |                                            |                                           |                          |                          |                                 |
| Partido/Alianza                 | Partido/Alianza                            | Partido/Alianza                           | Votos                    | %                        | Electo                          |
|                                 |                                            | Partido Justicialista                     | 5.240                    | 32,54                    |                                 |
|                                 | Acción por la República                    | 800                                       | 4,97                     |                          |                                 |
|                                 | Partido Demócrata Cristiano                | 712                                       | 4,42                     |                          |                                 |
|                                 | Unión del Centro Democrático               | 616                                       | 3,83                     |                          |                                 |
|                                 | Acción Popular                             | 268                                       | 1,66                     |                          |                                 |
|                                 | Unión Vecinal de Córdoba                   | 183                                       | 1,14                     |                          |                                 |
|                                 | Frente Federal de Córdoba                  | 179                                       | 1,11                     |                          |                                 |
|                                 | Nuevo País                                 | 151                                       | 0,94                     |                          |                                 |
|                                 | Unión Ciudadana                            | 96                                        | 0,60                     |                          |                                 |
|                                 | Política Abierta para la Integridad Social | 56                                        | 0,35                     |                          |                                 |
|                                 | Movimiento de Unidad Vecinalista           | 27                                        | 0,17                     |                          |                                 |
| Total alianza                   | Total alianza                              | Total alianza                             | 8.328                    | 51,72                    | - Roberto Oscar Pagliano        |
|                                 |                                            | Unión Cívica Radical                      | 4.718                    | 29,30                    |                                 |
|                                 | Afirmación para una República Igualitaria  | 640                                       | 3,97                     |                          |                                 |
|                                 | Movimiento Popular Cordobés                | 156                                       | 0,97                     |                          |                                 |
|                                 | Recrear para el Crecimiento                | 50                                        | 0,31                     |                          |                                 |
| Total alianza                   | Total alianza                              | Total alianza                             | 5.564                    | 34,55                    |                                 |
|                                 |                                            | Frente Cívico                             | 874                      | 5,43                     |                                 |
|                                 | Movimiento Libres del Sur                  | 219                                       | 1,36                     |                          |                                 |
|                                 | Movimiento Patriótico                      | 217                                       | 1,35                     |                          |                                 |
|                                 | Unión Vecinal Federal                      | 207                                       | 1,29                     |                          |                                 |
|                                 | Frente Grande                              | 163                                       | 1,01                     |                          |                                 |
|                                 | Vecinalismo Independiente                  | 159                                       | 0,99                     |                          |                                 |
|                                 | Partido Comunista                          | 157                                       | 0,97                     |                          |                                 |
|                                 | Partido Socialista                         | 135                                       | 0,84                     |                          |                                 |
|                                 | Partido Intransigente                      | 80                                        | 0,50                     |                          |                                 |
| Total alianza                   | Total alianza                              | Total alianza                             | 2.211                    | 13,73                    |                                 |
| Votos positivos                 | Votos positivos                            | Votos positivos                           | 16.103                   | 91,56                    |                                 |
| Votos en blanco                 | Votos en blanco                            | Votos en blanco                           | 1.343                    | 7,64                     |                                 |
| Votos nulos                     | Votos nulos                                | Votos nulos                               | 141                      | 0,80                     |                                 |
| Participación                   | Participación                              | Participación                             | 17.587                   | 68,39                    |                                 |
| Electores registrados           | Electores registrados                      | Electores registrados                     | 25.716                   | 100                      |                                 |
| General San Martín 1 Legislador |                                            |                                           |                          |                          |                                 |
| Partido/Alianza                 | Partido/Alianza                            | Partido/Alianza                           | Votos                    | %                        | Electo                          |
|                                 |                                            | Partido Justicialista                     | 12.577                   | 21,64                    |                                 |
|                                 | Partido Demócrata Cristiano                | 2.830                                     | 4,87                     |                          |                                 |
|                                 | Unión del Centro Democrático               | 2.188                                     | 3,76                     |                          |                                 |
|                                 | Acción por la República                    | 2.146                                     | 3,69                     |                          |                                 |
|                                 | Unión Ciudadana                            | 1.526                                     | 2,63                     |                          |                                 |
|                                 | Acción Popular                             | 1.325                                     | 2,28                     |                          |                                 |
|                                 | Política Abierta para la Integridad Social | 1.083                                     | 1,86                     |                          |                                 |
|                                 | Nuevo País                                 | 873                                       | 1,50                     |                          |                                 |
|                                 | Frente Federal de Córdoba                  | 489                                       | 0,84                     |                          |                                 |
|                                 | Movimiento de Unidad Vecinalista           | 343                                       | 0,59                     |                          |                                 |
|                                 | Unión Vecinal de Córdoba                   | 223                                       | 0,38                     |                          |                                 |
|                                 | Partido Demócrata                          | 1                                         | 0,00                     |                          |                                 |
| Total alianza                   | Total alianza                              | Total alianza                             | 25.604                   | 44,06                    | - Horacio M. Frosasco           |
|                                 |                                            | Unión Cívica Radical                      | 8.388                    | 14,43                    |                                 |
|                                 | Movimiento Popular Cordobés                | 1.635                                     | 2,81                     |                          |                                 |
|                                 | Recrear para el Crecimiento                | 1.411                                     | 2,43                     |                          |                                 |
|                                 | Afirmación para una República Igualitaria  | 1.189                                     | 2,05                     |                          |                                 |
|                                 | Movimiento de Integración y Desarrollo     | 1.010                                     | 1,74                     |                          |                                 |
| Total alianza                   | Total alianza                              | Total alianza                             | 13.633                   | 23,46                    |                                 |
|                                 |                                            | Frente Cívico                             | 4.262                    | 7,33                     |                                 |
|                                 | Movimiento Libres del Sur                  | 2.286                                     | 3,93                     |                          |                                 |
|                                 | Partido Comunista                          | 1.783                                     | 3,07                     |                          |                                 |
|                                 | Frente Grande                              | 1.366                                     | 2,35                     |                          |                                 |
|                                 | Unión Vecinal Federal                      | 1.303                                     | 2,24                     |                          |                                 |
|                                 | Partido Intransigente                      | 897                                       | 1,54                     |                          |                                 |
|                                 | Partido Socialista                         | 791                                       | 1,36                     |                          |                                 |
| Total alianza                   | Total alianza                              | Total alianza                             | 12.688                   | 21,83                    |                                 |
|                                 |                                            | Vecinalismo Independiente                 | 2.529                    | 4,35                     |                                 |
|                                 | Movimiento Patriótico                      | 1.382                                     | 2,38                     |                          |                                 |
| Total alianza                   | Total alianza                              | Total alianza                             | 3.911                    | 6,73                     |                                 |
|                                 | Movimiento Socialista de los Trabajadores  | Movimiento Socialista de los Trabajadores | 707                      | 1,22                     |                                 |
|                                 | Frente de Izquierda y de los Trabajadores  | Frente de Izquierda y de los Trabajadores | 700                      | 1,20                     |                                 |
|                                 | Partido Humanista                          | Partido Humanista                         | 448                      | 0,77                     |                                 |
|                                 | Partido de los Trabajadores Socialistas    | Partido de los Trabajadores Socialistas   | 427                      | 0,73                     |                                 |
| Votos positivos                 | Votos positivos                            | Votos positivos                           | 58.118                   | 90,03                    |                                 |
| Votos en blanco                 | Votos en blanco                            | Votos en blanco                           | 5.438                    | 8,42                     |                                 |
| Votos nulos                     | Votos nulos                                | Votos nulos                               | 998                      | 1,55                     |                                 |
| Participación                   | Participación                              | Participación                             | 64.554                   | 71,45                    |                                 |
| Electores registrados           | Electores registrados                      | Electores registrados                     | 90.352                   | 100                      |                                 |
| Ischilín 1 Legislador           |                                            |                                           |                          |                          |                                 |
| Partido/Alianza                 | Partido/Alianza                            | Partido/Alianza                           | Votos                    | %                        | Electo                          |
|                                 |                                            | Partido Justicialista                     | 3.618                    | 23,98                    |                                 |
|                                 | Acción por la República                    | 1.311                                     | 8,69                     |                          |                                 |
|                                 | Partido Demócrata Cristiano                | 646                                       | 4,28                     |                          |                                 |
|                                 | Acción Popular                             | 551                                       | 3,65                     |                          |                                 |
|                                 | Unión del Centro Democrático               | 396                                       | 2,62                     |                          |                                 |
|                                 | Unión Ciudadana                            | 150                                       | 0,99                     |                          |                                 |
|                                 | Unión Vecinal de Córdoba                   | 146                                       | 0,97                     |                          |                                 |
|                                 | Política Abierta para la Integridad Social | 110                                       | 0,73                     |                          |                                 |
|                                 | Nuevo País                                 | 101                                       | 0,67                     |                          |                                 |
|                                 | Frente Federal de Córdoba                  | 60                                        | 0,40                     |                          |                                 |
|                                 | Movimiento de Unidad Vecinalista           | 7                                         | 0,05                     |                          |                                 |
|                                 | Partido Demócrata                          | 1                                         | 0,01                     |                          |                                 |
| Total alianza                   | Total alianza                              | Total alianza                             | 7.097                    | 47,04                    | - Mario Alberto Vásquez         |
|                                 |                                            | Unión Cívica Radical                      | 3.108                    | 20,60                    |                                 |
|                                 | Afirmación para una República Igualitaria  | 402                                       | 2,66                     |                          |                                 |
|                                 | Movimiento Popular Cordobés                | 369                                       | 2,45                     |                          |                                 |
|                                 | Movimiento de Integración y Desarrollo     | 288                                       | 1,91                     |                          |                                 |
|                                 | Recrear para el Crecimiento                | 265                                       | 1,76                     |                          |                                 |
| Total alianza                   | Total alianza                              | Total alianza                             | 4.432                    | 29,38                    |                                 |
|                                 |                                            | Frente Cívico                             | 1.754                    | 11,63                    |                                 |
|                                 | Movimiento Libres del Sur                  | 554                                       | 3,67                     |                          |                                 |
|                                 | Frente Grande                              | 173                                       | 1,15                     |                          |                                 |
|                                 | Vecinalismo Independiente                  | 161                                       | 1,07                     |                          |                                 |
|                                 | Partido Comunista                          | 155                                       | 1,03                     |                          |                                 |
|                                 | Partido Socialista                         | 112                                       | 0,74                     |                          |                                 |
|                                 | Partido Intransigente                      | 106                                       | 0,70                     |                          |                                 |
|                                 | Movimiento Patriótico                      | 106                                       | 0,70                     |                          |                                 |
| Total alianza                   | Total alianza                              | Total alianza                             | 3.121                    | 20,69                    |                                 |
|                                 | Unión Vecinal Federal                      | Unión Vecinal Federal                     | 242                      | 1,60                     |                                 |
|                                 | Partido Humanista                          | Partido Humanista                         | 133                      | 0,88                     |                                 |
|                                 | Movimiento Socialista de los Trabajadores  | Movimiento Socialista de los Trabajadores | 61                       | 0,40                     |                                 |
| Votos positivos                 | Votos positivos                            | Votos positivos                           | 15.086                   | 91,57                    |                                 |
| Votos en blanco                 | Votos en blanco                            | Votos en blanco                           | 1.177                    | 7,14                     |                                 |
| Votos nulos                     | Votos nulos                                | Votos nulos                               | 212                      | 1,29                     |                                 |
| Participación                   | Participación                              | Participación                             | 16.475                   | 69,86                    |                                 |
| Electores registrados           | Electores registrados                      | Electores registrados                     | 23.582                   | 100                      |                                 |
| Juárez Celman 1 Legislador      |                                            |                                           |                          |                          |                                 |
| Partido/Alianza                 | Partido/Alianza                            | Partido/Alianza                           | Votos                    | %                        | Electo                          |
|                                 |                                            | Partido Justicialista                     | 6.718                    | 23,29                    |                                 |
|                                 | Unión del Centro Democrático               | 2.048                                     | 7,10                     |                          |                                 |
|                                 | Acción por la República                    | 1.843                                     | 6,39                     |                          |                                 |
|                                 | Partido Demócrata Cristiano                | 1.244                                     | 4,31                     |                          |                                 |
|                                 | Acción Popular                             | 732                                       | 2,54                     |                          |                                 |
|                                 | Frente Federal de Córdoba                  | 575                                       | 1,99                     |                          |                                 |
|                                 | Unión Vecinal de Córdoba                   | 309                                       | 1,07                     |                          |                                 |
|                                 | Unión Ciudadana                            | 298                                       | 1,03                     |                          |                                 |
|                                 | Nuevo País                                 | 241                                       | 0,84                     |                          |                                 |
|                                 | Política Abierta para la Integridad Social | 165                                       | 0,57                     |                          |                                 |
|                                 | Movimiento de Unidad Vecinalista           | 157                                       | 0,54                     |                          |                                 |
|                                 | Partido Demócrata                          | 63                                        | 0,22                     |                          |                                 |
| Total alianza                   | Total alianza                              | Total alianza                             | 14.393                   | 49,90                    | - Norberto Luis Podversich      |
|                                 |                                            | Unión Cívica Radical                      | 6.439                    | 22,33                    |                                 |
|                                 | Afirmación para una República Igualitaria  | 1.740                                     | 6,03                     |                          |                                 |
|                                 | Recrear para el Crecimiento                | 1.339                                     | 4,64                     |                          |                                 |
|                                 | Movimiento Popular Cordobés                | 396                                       | 1,37                     |                          |                                 |
| Total alianza                   | Total alianza                              | Total alianza                             | 9.914                    | 34,37                    |                                 |
|                                 |                                            | Unión Vecinal Federal                     | 969                      | 3,36                     |                                 |
|                                 | Frente Cívico                              | 890                                       | 3,09                     |                          |                                 |
|                                 | Movimiento Libres del Sur                  | 470                                       | 1,63                     |                          |                                 |
|                                 | Vecinalismo Independiente                  | 405                                       | 1,40                     |                          |                                 |
|                                 | Partido Socialista                         | 375                                       | 1,30                     |                          |                                 |
|                                 | Partido Comunista                          | 359                                       | 1,24                     |                          |                                 |
|                                 | Frente Grande                              | 283                                       | 0,98                     |                          |                                 |
|                                 | Partido Intransigente                      | 239                                       | 0,83                     |                          |                                 |
|                                 | Movimiento Patriótico                      | 208                                       | 0,72                     |                          |                                 |
| Total alianza                   | Total alianza                              | Total alianza                             | 4.198                    | 14,56                    |                                 |
|                                 | Frente de Izquierda y de los Trabajadores  | Frente de Izquierda y de los Trabajadores | 237                      | 0,82                     |                                 |
|                                 | Movimiento Socialista de los Trabajadores  | Movimiento Socialista de los Trabajadores | 100                      | 0,35                     |                                 |
| Votos positivos                 | Votos positivos                            | Votos positivos                           | 28.842                   | 84,30                    |                                 |
| Votos en blanco                 | Votos en blanco                            | Votos en blanco                           | 4.877                    | 14,26                    |                                 |
| Votos nulos                     | Votos nulos                                | Votos nulos                               | 493                      | 1,44                     |                                 |
| Participación                   | Participación                              | Participación                             | 34.212                   | 78,33                    |                                 |
| Electores registrados           | Electores registrados                      | Electores registrados                     | 43.675                   | 100                      |                                 |
| Marcos Juárez 1 Legislador      |                                            |                                           |                          |                          |                                 |
| Partido/Alianza                 | Partido/Alianza                            | Partido/Alianza                           | Votos                    | %                        | Electo                          |
|                                 |                                            | Partido Justicialista                     | 17.078                   | 30,91                    |                                 |
|                                 | Partido Demócrata Cristiano                | 2.834                                     | 5,13                     |                          |                                 |
|                                 | Unión Vecinal de Córdoba                   | 2.738                                     | 4,96                     |                          |                                 |
|                                 | Acción por la República                    | 2.708                                     | 4,90                     |                          |                                 |
|                                 | Unión del Centro Democrático               | 2.364                                     | 4,28                     |                          |                                 |
|                                 | Acción Popular                             | 1.725                                     | 3,12                     |                          |                                 |
|                                 | Unión Ciudadana                            | 1.177                                     | 2,13                     |                          |                                 |
|                                 | Nuevo País                                 | 977                                       | 1,77                     |                          |                                 |
|                                 | Política Abierta para la Integridad Social | 529                                       | 0,96                     |                          |                                 |
|                                 | Movimiento de Unidad Vecinalista           | 243                                       | 0,44                     |                          |                                 |
|                                 | Partido Demócrata                          | 191                                       | 0,35                     |                          |                                 |
|                                 | Frente Federal de Córdoba                  | 15                                        | 0,03                     |                          |                                 |
| Total alianza                   | Total alianza                              | Total alianza                             | 32.579                   | 58,97                    | - Daniel Alejandro Passerini    |
|                                 |                                            | Unión Cívica Radical                      | 8.238                    | 14,91                    |                                 |
|                                 | Afirmación para una República Igualitaria  | 1.629                                     | 2,95                     |                          |                                 |
|                                 | Movimiento de Integración y Desarrollo     | 1.564                                     | 2,83                     |                          |                                 |
|                                 | Recrear para el Crecimiento                | 856                                       | 1,55                     |                          |                                 |
|                                 | Movimiento Popular Cordobés                | 805                                       | 1,46                     |                          |                                 |
| Total alianza                   | Total alianza                              | Total alianza                             | 13.092                   | 23,70                    |                                 |
|                                 |                                            | Unión Vecinal Federal                     | 2.706                    | 4,90                     |                                 |
|                                 | Frente Cívico                              | 2.430                                     | 4,40                     |                          |                                 |
|                                 | Movimiento Patriótico                      | 868                                       | 1,57                     |                          |                                 |
|                                 | Frente Grande                              | 639                                       | 1,16                     |                          |                                 |
|                                 | Partido Comunista                          | 620                                       | 1,12                     |                          |                                 |
|                                 | Vecinalismo Independiente                  | 611                                       | 1,11                     |                          |                                 |
|                                 | Movimiento Libres del Sur                  | 484                                       | 0,88                     |                          |                                 |
|                                 | Partido Socialista                         | 440                                       | 0,80                     |                          |                                 |
|                                 | Partido Intransigente                      | 411                                       | 0,74                     |                          |                                 |
| Total alianza                   | Total alianza                              | Total alianza                             | 9.209                    | 16,67                    |                                 |
|                                 | Partido de los Trabajadores Socialistas    | Partido de los Trabajadores Socialistas   | 208                      | 0,38                     |                                 |
|                                 | Movimiento Socialista de los Trabajadores  | Movimiento Socialista de los Trabajadores | 161                      | 0,29                     |                                 |
| Votos positivos                 | Votos positivos                            | Votos positivos                           | 55.249                   | 89,89                    |                                 |
| Votos en blanco                 | Votos en blanco                            | Votos en blanco                           | 5.856                    | 9,53                     |                                 |
| Votos nulos                     | Votos nulos                                | Votos nulos                               | 357                      | 0,58                     |                                 |
| Participación                   | Participación                              | Participación                             | 61.462                   | 77,23                    |                                 |
| Electores registrados           | Electores registrados                      | Electores registrados                     | 79.585                   | 100                      |                                 |
| Minas 1 Legislador              |                                            |                                           |                          |                          |                                 |
| Partido/Alianza                 | Partido/Alianza                            | Partido/Alianza                           | Votos                    | %                        | Electo                          |
|                                 |                                            | Partido Justicialista                     | 1.203                    | 42,05                    |                                 |
|                                 | Acción por la República                    | 81                                        | 2,83                     |                          |                                 |
|                                 | Unión del Centro Democrático               | 23                                        | 0,80                     |                          |                                 |
|                                 | Partido Demócrata Cristiano                | 18                                        | 0,63                     |                          |                                 |
|                                 | Acción Popular                             | 13                                        | 0,45                     |                          |                                 |
|                                 | Frente Federal de Córdoba                  | 11                                        | 0,38                     |                          |                                 |
|                                 | Unión Ciudadana                            | 8                                         | 0,28                     |                          |                                 |
|                                 | Unión Vecinal de Córdoba                   | 6                                         | 0,21                     |                          |                                 |
|                                 | Nuevo País                                 | 3                                         | 0,10                     |                          |                                 |
|                                 | Política Abierta para la Integridad Social | 1                                         | 0,03                     |                          |                                 |
| Total alianza                   | Total alianza                              | Total alianza                             | 1.367                    | 47,78                    | - Argentino Ramón Recalde       |
|                                 |                                            | Frente Cívico                             | 387                      | 13,53                    |                                 |
|                                 | Unión Vecinal Federal                      | 232                                       | 8,11                     |                          |                                 |
|                                 | Vecinalismo Independiente                  | 98                                        | 3,43                     |                          |                                 |
|                                 | Partido Socialista                         | 14                                        | 0,49                     |                          |                                 |
|                                 | Partido Comunista                          | 10                                        | 0,35                     |                          |                                 |
|                                 | Movimiento Patriótico                      | 9                                         | 0,31                     |                          |                                 |
|                                 | Frente Grande                              | 8                                         | 0,28                     |                          |                                 |
|                                 | Partido Intransigente                      | 3                                         | 0,10                     |                          |                                 |
| Total alianza                   | Total alianza                              | Total alianza                             | 761                      | 26,60                    |                                 |
|                                 |                                            | Unión Cívica Radical                      | 644                      | 22,51                    |                                 |
|                                 | Movimiento de Integración y Desarrollo     | 36                                        | 1,26                     |                          |                                 |
|                                 | Movimiento Popular Cordobés                | 36                                        | 1,26                     |                          |                                 |
|                                 | Afirmación para una República Igualitaria  | 13                                        | 0,45                     |                          |                                 |
|                                 | Recrear para el Crecimiento                | 4                                         | 0,14                     |                          |                                 |
| Total alianza                   | Total alianza                              | Total alianza                             | 733                      | 25,62                    |                                 |
| Votos positivos                 | Votos positivos                            | Votos positivos                           | 2.861                    | 91,64                    |                                 |
| Votos en blanco                 | Votos en blanco                            | Votos en blanco                           | 259                      | 8,30                     |                                 |
| Votos nulos                     | Votos nulos                                | Votos nulos                               | 2                        | 0,06                     |                                 |
| Participación                   | Participación                              | Participación                             | 3.122                    | 76,69                    |                                 |
| Electores registrados           | Electores registrados                      | Electores registrados                     | 4.071                    | 100                      |                                 |
| Pocho 1 Legislador              |                                            |                                           |                          |                          |                                 |
| Partido/Alianza                 | Partido/Alianza                            | Partido/Alianza                           | Votos                    | %                        | Electo                          |
|                                 |                                            | Partido Justicialista                     | 1.239                    | 41,48                    |                                 |
|                                 | Acción por la República                    | 131                                       | 4,39                     |                          |                                 |
|                                 | Acción Popular                             | 27                                        | 0,90                     |                          |                                 |
|                                 | Partido Demócrata Cristiano                | 20                                        | 0,67                     |                          |                                 |
|                                 | Unión del Centro Democrático               | 19                                        | 0,64                     |                          |                                 |
|                                 | Unión Ciudadana                            | 13                                        | 0,44                     |                          |                                 |
|                                 | Frente Federal de Córdoba                  | 11                                        | 0,37                     |                          |                                 |
|                                 | Nuevo País                                 | 10                                        | 0,33                     |                          |                                 |
|                                 | Unión Vecinal de Córdoba                   | 7                                         | 0,23                     |                          |                                 |
|                                 | Movimiento de Unidad Vecinalista           | 6                                         | 0,20                     |                          |                                 |
| Total alianza                   | Total alianza                              | Total alianza                             | 1.483                    | 49,65                    | - Hugo Oscar Cuello             |
|                                 |                                            | Unión Cívica Radical                      | 778                      | 26,05                    |                                 |
|                                 | Afirmación para una República Igualitaria  | 56                                        | 1,87                     |                          |                                 |
|                                 | Movimiento Popular Cordobés                | 33                                        | 1,10                     |                          |                                 |
|                                 | Movimiento de Integración y Desarrollo     | 8                                         | 0,27                     |                          |                                 |
|                                 | Recrear para el Crecimiento                | 8                                         | 0,27                     |                          |                                 |
| Total alianza                   | Total alianza                              | Total alianza                             | 883                      | 29,56                    |                                 |
|                                 | Movimiento de Acción Vecinal               | Movimiento de Acción Vecinal              | 366                      | 12,25                    |                                 |
|                                 |                                            | Unión Vecinal Federal                     | 116                      | 3,88                     |                                 |
|                                 | Frente Cívico                              | 70                                        | 2,34                     |                          |                                 |
|                                 | Vecinalismo Independiente                  | 27                                        | 0,90                     |                          |                                 |
|                                 | Movimiento Patriótico                      | 12                                        | 0,40                     |                          |                                 |
|                                 | Partido Comunista                          | 2                                         | 0,07                     |                          |                                 |
|                                 | Frente Grande                              | 2                                         | 0,07                     |                          |                                 |
| Total alianza                   | Total alianza                              | Total alianza                             | 229                      | 7,67                     |                                 |
|                                 | Movimiento Socialista de los Trabajadores  | Movimiento Socialista de los Trabajadores | 26                       | 0,87                     |                                 |
| Votos positivos                 | Votos positivos                            | Votos positivos                           | 2.987                    | 91,23                    |                                 |
| Votos en blanco                 | Votos en blanco                            | Votos en blanco                           | 276                      | 8,43                     |                                 |
| Votos nulos                     | Votos nulos                                | Votos nulos                               | 11                       | 0,34                     |                                 |
| Participación                   | Participación                              | Participación                             | 3.274                    | 73,42                    |                                 |
| Electores registrados           | Electores registrados                      | Electores registrados                     | 4.459                    | 100                      |                                 |
| Punilla 1 Legislador            |                                            |                                           |                          |                          |                                 |
| Partido/Alianza                 | Partido/Alianza                            | Partido/Alianza                           | Votos                    | %                        | Electo                          |
|                                 |                                            | Frente Cívico                             | 8.603                    | 11,57                    |                                 |
|                                 | Unión Vecinal Federal                      | 3.755                                     | 5,05                     |                          |                                 |
|                                 | Movimiento Libres del Sur                  | 3.505                                     | 4,71                     |                          |                                 |
|                                 | Vecinalismo Independiente                  | 3.180                                     | 4,28                     |                          |                                 |
|                                 | Frente Grande                              | 2.649                                     | 3,56                     |                          |                                 |
|                                 | Partido Comunista                          | 1.845                                     | 2,48                     |                          |                                 |
|                                 | Partido Socialista                         | 1.606                                     | 2,16                     |                          |                                 |
|                                 | Movimiento Patriótico                      | 1.527                                     | 2,05                     |                          |                                 |
|                                 | Partido Intransigente                      | 1.267                                     | 1,70                     |                          |                                 |
| Total alianza                   | Total alianza                              | Total alianza                             | 27.937                   | 37,57                    | - Rodrigo Leandro Serna         |
|                                 |                                            | Partido Justicialista                     | 13.338                   | 17,94                    |                                 |
|                                 | Acción por la República                    | 3.132                                     | 4,21                     |                          |                                 |
|                                 | Partido Demócrata Cristiano                | 2.505                                     | 3,37                     |                          |                                 |
|                                 | Unión del Centro Democrático               | 2.287                                     | 3,08                     |                          |                                 |
|                                 | Unión Ciudadana                            | 1.486                                     | 2,00                     |                          |                                 |
|                                 | Acción Popular                             | 988                                       | 1,33                     |                          |                                 |
|                                 | Frente Federal de Córdoba                  | 948                                       | 1,27                     |                          |                                 |
|                                 | Nuevo País                                 | 808                                       | 1,09                     |                          |                                 |
|                                 | Unión Vecinal de Córdoba                   | 407                                       | 0,55                     |                          |                                 |
|                                 | Movimiento de Unidad Vecinalista           | 407                                       | 0,55                     |                          |                                 |
|                                 | Política Abierta para la Integridad Social | 343                                       | 0,46                     |                          |                                 |
|                                 | Partido Demócrata                          | 223                                       | 0,30                     |                          |                                 |
| Total alianza                   | Total alianza                              | Total alianza                             | 26.872                   | 36,14                    |                                 |
|                                 |                                            | Unión Cívica Radical                      | 8.855                    | 11,91                    |                                 |
|                                 | Afirmación para una República Igualitaria  | 2.425                                     | 3,26                     |                          |                                 |
|                                 | Movimiento de Integración y Desarrollo     | 1.762                                     | 2,37                     |                          |                                 |
|                                 | Movimiento Popular Cordobés                | 1.529                                     | 2,06                     |                          |                                 |
|                                 | Recrear para el Crecimiento                | 1.274                                     | 1,71                     |                          |                                 |
| Total alianza                   | Total alianza                              | Total alianza                             | 15.845                   | 21,31                    |                                 |
|                                 | Frente de Izquierda y de los Trabajadores  | Frente de Izquierda y de los Trabajadores | 1.627                    | 2,19                     |                                 |
|                                 | Partido Humanista                          | Partido Humanista                         | 825                      | 1,11                     |                                 |
|                                 | Partido de los Trabajadores Socialistas    | Partido de los Trabajadores Socialistas   | 673                      | 0,91                     |                                 |
|                                 | Movimiento Socialista de los Trabajadores  | Movimiento Socialista de los Trabajadores | 358                      | 0,48                     |                                 |
|                                 | Movimiento de Unidad Popular               | Movimiento de Unidad Popular              | 218                      | 0,29                     |                                 |
| Votos positivos                 | Votos positivos                            | Votos positivos                           | 74.355                   | 88,97                    |                                 |
| Votos en blanco                 | Votos en blanco                            | Votos en blanco                           | 7.236                    | 8,66                     |                                 |
| Votos nulos                     | Votos nulos                                | Votos nulos                               | 1.986                    | 2,38                     |                                 |
| Participación                   | Participación                              | Participación                             | 83.577                   | 67,06                    |                                 |
| Electores registrados           | Electores registrados                      | Electores registrados                     | 124.626                  | 100                      |                                 |
| Río Cuarto 1 Legislador         |                                            |                                           |                          |                          |                                 |
| Partido/Alianza                 | Partido/Alianza                            | Partido/Alianza                           | Votos                    | %                        | Electo                          |
|                                 |                                            | Partido Justicialista                     | 34.524                   | 28,10                    |                                 |
|                                 | Partido Demócrata Cristiano                | 7.310                                     | 5,95                     |                          |                                 |
|                                 | Acción por la República                    | 6.504                                     | 5,29                     |                          |                                 |
|                                 | Unión del Centro Democrático               | 5.382                                     | 4,38                     |                          |                                 |
|                                 | Acción Popular                             | 4.508                                     | 3,67                     |                          |                                 |
|                                 | Nuevo País                                 | 1.210                                     | 0,98                     |                          |                                 |
|                                 | Política Abierta para la Integridad Social | 931                                       | 0,76                     |                          |                                 |
|                                 | Movimiento de Unidad Vecinalista           | 738                                       | 0,60                     |                          |                                 |
|                                 | Unión Ciudadana                            | 507                                       | 0,41                     |                          |                                 |
|                                 | Unión Vecinal de Córdoba                   | 457                                       | 0,37                     |                          |                                 |
|                                 | Frente Federal de Córdoba                  | 79                                        | 0,06                     |                          |                                 |
|                                 | Partido Demócrata                          | 4                                         | 0,00                     |                          |                                 |
| Total alianza                   | Total alianza                              | Total alianza                             | 62.154                   | 50,59                    | - Carlos Mario Gutiérrez        |
|                                 |                                            | Frente Cívico                             | 10.132                   | 8,25                     |                                 |
|                                 | Unión Vecinal Federal                      | 4.419                                     | 3,60                     |                          |                                 |
|                                 | Partido Socialista                         | 4.011                                     | 3,26                     |                          |                                 |
|                                 | Partido Comunista                          | 2.996                                     | 2,44                     |                          |                                 |
|                                 | Partido Intransigente                      | 2.527                                     | 2,06                     |                          |                                 |
|                                 | Movimiento Libres del Sur                  | 2.179                                     | 1,77                     |                          |                                 |
|                                 | Frente Grande                              | 1.827                                     | 1,49                     |                          |                                 |
|                                 | Vecinalismo Independiente                  | 1.496                                     | 1,22                     |                          |                                 |
|                                 | Movimiento Patriótico                      | 661                                       | 0,54                     |                          |                                 |
| Total alianza                   | Total alianza                              | Total alianza                             | 30.248                   | 24,62                    |                                 |
|                                 |                                            | Unión Cívica Radical                      | 18.897                   | 15,38                    |                                 |
|                                 | Afirmación para una República Igualitaria  | 5.176                                     | 4,21                     |                          |                                 |
|                                 | Movimiento de Integración y Desarrollo     | 1.199                                     | 0,98                     |                          |                                 |
|                                 | Movimiento Popular Cordobés                | 999                                       | 0,81                     |                          |                                 |
|                                 | Recrear para el Crecimiento                | 779                                       | 0,63                     |                          |                                 |
| Total alianza                   | Total alianza                              | Total alianza                             | 27.050                   | 22,02                    |                                 |
|                                 | Frente de Izquierda y de los Trabajadores  | Frente de Izquierda y de los Trabajadores | 1.013                    | 0,82                     |                                 |
|                                 | Partido Humanista                          | Partido Humanista                         | 853                      | 0,69                     |                                 |
|                                 | Movimiento Socialista de los Trabajadores  | Movimiento Socialista de los Trabajadores | 786                      | 0,64                     |                                 |
|                                 | Partido de los Trabajadores Socialistas    | Partido de los Trabajadores Socialistas   | 762                      | 0,62                     |                                 |
| Votos positivos                 | Votos positivos                            | Votos positivos                           | 122.866                  | 90,45                    |                                 |
| Votos en blanco                 | Votos en blanco                            | Votos en blanco                           | 9.905                    | 7,29                     |                                 |
| Votos nulos                     | Votos nulos                                | Votos nulos                               | 3.073                    | 2,26                     |                                 |
| Participación                   | Participación                              | Participación                             | 135.844                  | 74,53                    |                                 |
| Electores registrados           | Electores registrados                      | Electores registrados                     | 182.258                  | 100                      |                                 |
| Río Primero 1 Legislador        |                                            |                                           |                          |                          |                                 |
| Partido/Alianza                 | Partido/Alianza                            | Partido/Alianza                           | Votos                    | %                        | Electo                          |
|                                 |                                            | Unión Cívica Radical                      | 7.202                    | 35,78                    |                                 |
|                                 | Movimiento de Integración y Desarrollo     | 1.046                                     | 5,20                     |                          |                                 |
|                                 | Afirmación para una República Igualitaria  | 736                                       | 3,66                     |                          |                                 |
|                                 | Movimiento Popular Cordobés                | 689                                       | 3,42                     |                          |                                 |
|                                 | Recrear para el Crecimiento                | 593                                       | 2,95                     |                          |                                 |
| Total alianza                   | Total alianza                              | Total alianza                             | 10.266                   | 51,00                    | - Hugo Alberto Pozzi            |
|                                 |                                            | Partido Justicialista                     | 5.969                    | 29,65                    |                                 |
|                                 | Partido Demócrata Cristiano                | 848                                       | 4,21                     |                          |                                 |
|                                 | Unión del Centro Democrático               | 746                                       | 3,71                     |                          |                                 |
|                                 | Acción por la República                    | 607                                       | 3,02                     |                          |                                 |
|                                 | Acción Popular                             | 457                                       | 2,27                     |                          |                                 |
|                                 | Unión Ciudadana                            | 348                                       | 1,73                     |                          |                                 |
|                                 | Unión Vecinal de Córdoba                   | 346                                       | 1,72                     |                          |                                 |
|                                 | Movimiento de Unidad Vecinalista           | 146                                       | 0,73                     |                          |                                 |
|                                 | Frente Federal de Córdoba                  | 75                                        | 0,37                     |                          |                                 |
|                                 | Política Abierta para la Integridad Social | 72                                        | 0,36                     |                          |                                 |
|                                 | Nuevo País                                 | 72                                        | 0,36                     |                          |                                 |
| Total alianza                   | Total alianza                              | Total alianza                             | 9.686                    | 48,12                    |                                 |
|                                 | Frente de Izquierda y de los Trabajadores  | Frente de Izquierda y de los Trabajadores | 157                      | 0,78                     |                                 |
|                                 | Movimiento Socialista de los Trabajadores  | Movimiento Socialista de los Trabajadores | 20                       | 0,10                     |                                 |
| Votos positivos                 | Votos positivos                            | Votos positivos                           | 20.129                   | 81,25                    |                                 |
| Votos en blanco                 | Votos en blanco                            | Votos en blanco                           | 4.342                    | 17,53                    |                                 |
| Votos nulos                     | Votos nulos                                | Votos nulos                               | 303                      | 1,22                     |                                 |
| Participación                   | Participación                              | Participación                             | 24.774                   | 73,90                    |                                 |
| Electores registrados           | Electores registrados                      | Electores registrados                     | 33.523                   | 100                      |                                 |
| Río Seco 1 Legislador           |                                            |                                           |                          |                          |                                 |
| Partido/Alianza                 | Partido/Alianza                            | Partido/Alianza                           | Votos                    | %                        | Electo                          |
|                                 |                                            | Partido Justicialista                     | 2.857                    | 38,96                    |                                 |
|                                 | Acción por la República                    | 263                                       | 3,59                     |                          |                                 |
|                                 | Partido Demócrata Cristiano                | 99                                        | 1,35                     |                          |                                 |
|                                 | Unión del Centro Democrático               | 85                                        | 1,16                     |                          |                                 |
|                                 | Movimiento de Unidad Vecinalista           | 66                                        | 0,90                     |                          |                                 |
|                                 | Unión Vecinal de Córdoba                   | 61                                        | 0,83                     |                          |                                 |
|                                 | Acción Popular                             | 60                                        | 0,82                     |                          |                                 |
|                                 | Unión Ciudadana                            | 42                                        | 0,57                     |                          |                                 |
|                                 | Política Abierta para la Integridad Social | 26                                        | 0,35                     |                          |                                 |
|                                 | Nuevo País                                 | 11                                        | 0,15                     |                          |                                 |
| Total alianza                   | Total alianza                              | Total alianza                             | 3.570                    | 48,68                    | - Ernesto Ramón Flores          |
|                                 |                                            | Unión Cívica Radical                      | 2.112                    | 28,80                    |                                 |
|                                 | Afirmación para una República Igualitaria  | 156                                       | 2,13                     |                          |                                 |
|                                 | Movimiento de Integración y Desarrollo     | 98                                        | 1,34                     |                          |                                 |
|                                 | Recrear para el Crecimiento                | 44                                        | 0,60                     |                          |                                 |
|                                 | Movimiento Popular Cordobés                | 32                                        | 0,44                     |                          |                                 |
| Total alianza                   | Total alianza                              | Total alianza                             | 2.442                    | 33,30                    |                                 |
|                                 |                                            | Frente Cívico                             | 1.138                    | 15,52                    |                                 |
|                                 | Vecinalismo Independiente                  | 41                                        | 0,56                     |                          |                                 |
|                                 | Movimiento Libres del Sur                  | 25                                        | 0,34                     |                          |                                 |
|                                 | Frente Grande                              | 23                                        | 0,31                     |                          |                                 |
|                                 | Partido Comunista                          | 18                                        | 0,25                     |                          |                                 |
|                                 | Partido Socialista                         | 10                                        | 0,14                     |                          |                                 |
|                                 | Partido Intransigente                      | 6                                         | 0,08                     |                          |                                 |
| Total alianza                   | Total alianza                              | Total alianza                             | 1.261                    | 17,19                    |                                 |
|                                 | Unión Vecinal Federal                      | Unión Vecinal Federal                     | 50                       | 0,68                     |                                 |
|                                 | Movimiento Patriótico                      | Movimiento Patriótico                     | 11                       | 0,15                     |                                 |
| Votos positivos                 | Votos positivos                            | Votos positivos                           | 7.334                    | 92,11                    |                                 |
| Votos en blanco                 | Votos en blanco                            | Votos en blanco                           | 582                      | 7,31                     |                                 |
| Votos nulos                     | Votos nulos                                | Votos nulos                               | 46                       | 0,58                     |                                 |
| Participación                   | Participación                              | Participación                             | 7.962                    | 72,69                    |                                 |
| Electores registrados           | Electores registrados                      | Electores registrados                     | 10.954                   | 100                      |                                 |
| Río Segundo 1 Legislador        |                                            |                                           |                          |                          |                                 |
| Partido/Alianza                 | Partido/Alianza                            | Partido/Alianza                           | Votos                    | %                        | Electo                          |
|                                 |                                            | Partido Justicialista                     | 12.622                   | 25,15                    |                                 |
|                                 | Acción por la República                    | 2.550                                     | 5,08                     |                          |                                 |
|                                 | Unión del Centro Democrático               | 1.459                                     | 2,91                     |                          |                                 |
|                                 | Partido Demócrata Cristiano                | 1.374                                     | 2,74                     |                          |                                 |
|                                 | Acción Popular                             | 936                                       | 1,87                     |                          |                                 |
|                                 | Unión Vecinal de Córdoba                   | 647                                       | 1,29                     |                          |                                 |
|                                 | Unión Ciudadana                            | 584                                       | 1,16                     |                          |                                 |
|                                 | Movimiento de Unidad Vecinalista           | 444                                       | 0,88                     |                          |                                 |
|                                 | Nuevo País                                 | 320                                       | 0,64                     |                          |                                 |
|                                 | Política Abierta para la Integridad Social | 307                                       | 0,61                     |                          |                                 |
|                                 | Frente Federal de Córdoba                  | 178                                       | 0,35                     |                          |                                 |
|                                 | Partido Demócrata                          | 126                                       | 0,25                     |                          |                                 |
| Total alianza                   | Total alianza                              | Total alianza                             | 21.547                   | 42,93                    | - Francisco José Fortuna        |
|                                 |                                            | Unión Cívica Radical                      | 11.232                   | 22,38                    |                                 |
|                                 | Recrear para el Crecimiento                | 2.126                                     | 4,24                     |                          |                                 |
|                                 | Movimiento de Integración y Desarrollo     | 1.840                                     | 3,67                     |                          |                                 |
|                                 | Afirmación para una República Igualitaria  | 1.493                                     | 2,97                     |                          |                                 |
|                                 | Movimiento Popular Cordobés                | 1.487                                     | 2,96                     |                          |                                 |
| Total alianza                   | Total alianza                              | Total alianza                             | 18.178                   | 36,22                    |                                 |
|                                 |                                            | Frente Cívico                             | 3.312                    | 6,60                     |                                 |
|                                 | Partido Intransigente                      | 706                                       | 1,41                     |                          |                                 |
|                                 | Partido Socialista                         | 594                                       | 1,18                     |                          |                                 |
|                                 | Vecinalismo Independiente                  | 576                                       | 1,15                     |                          |                                 |
|                                 | Partido Comunista                          | 555                                       | 1,11                     |                          |                                 |
|                                 | Frente Grande                              | 551                                       | 1,10                     |                          |                                 |
| Total alianza                   | Total alianza                              | Total alianza                             | 6.294                    | 12,54                    |                                 |
|                                 |                                            | Unión Vecinal Federal                     | 2.268                    | 4,52                     |                                 |
|                                 | Movimiento Libres del Sur                  | 1.520                                     | 3,03                     |                          |                                 |
| Total alianza                   | Total alianza                              | Total alianza                             | 3.788                    | 7,55                     |                                 |
|                                 | Acción para el Cambio                      | Acción para el Cambio                     | 185                      | 0,37                     |                                 |
|                                 | Movimiento Socialista de los Trabajadores  | Movimiento Socialista de los Trabajadores | 130                      | 0,26                     |                                 |
|                                 | Movimiento Patriótico                      | Movimiento Patriótico                     | 64                       | 0,13                     |                                 |
| Votos positivos                 | Votos positivos                            | Votos positivos                           | 50.186                   | 85,93                    |                                 |
| Votos en blanco                 | Votos en blanco                            | Votos en blanco                           | 7.660                    | 13,12                    |                                 |
| Votos nulos                     | Votos nulos                                | Votos nulos                               | 559                      | 0,96                     |                                 |
| Participación                   | Participación                              | Participación                             | 58.405                   | 77,61                    |                                 |
| Electores registrados           | Electores registrados                      | Electores registrados                     | 75.257                   | 100                      |                                 |
| Roque Sáenz Peña 1 Legislador   |                                            |                                           |                          |                          |                                 |
| Partido/Alianza                 | Partido/Alianza                            | Partido/Alianza                           | Votos                    | %                        | Electo                          |
|                                 |                                            | Partido Justicialista                     | 5.338                    | 29,02                    |                                 |
|                                 | Acción por la República                    | 966                                       | 5,25                     |                          |                                 |
|                                 | Partido Demócrata Cristiano                | 855                                       | 4,65                     |                          |                                 |
|                                 | Unión del Centro Democrático               | 622                                       | 3,38                     |                          |                                 |
|                                 | Unión Vecinal de Córdoba                   | 410                                       | 2,23                     |                          |                                 |
|                                 | Movimiento de Unidad Vecinalista           | 334                                       | 1,82                     |                          |                                 |
|                                 | Unión Ciudadana                            | 295                                       | 1,60                     |                          |                                 |
|                                 | Acción Popular                             | 199                                       | 1,08                     |                          |                                 |
|                                 | Política Abierta para la Integridad Social | 173                                       | 0,94                     |                          |                                 |
|                                 | Nuevo País                                 | 171                                       | 0,93                     |                          |                                 |
|                                 | Frente Federal de Córdoba                  | 95                                        | 0,52                     |                          |                                 |
| Total alianza                   | Total alianza                              | Total alianza                             | 9.458                    | 51,42                    | - Sergio Sebastián Busso        |
|                                 |                                            | Unión Cívica Radical                      | 3.231                    | 17,57                    |                                 |
|                                 | Movimiento de Integración y Desarrollo     | 813                                       | 4,42                     |                          |                                 |
|                                 | Afirmación para una República Igualitaria  | 618                                       | 3,36                     |                          |                                 |
|                                 | Movimiento Popular Cordobés                | 616                                       | 3,35                     |                          |                                 |
|                                 | Recrear para el Crecimiento                | 453                                       | 2,46                     |                          |                                 |
| Total alianza                   | Total alianza                              | Total alianza                             | 5.731                    | 31,16                    |                                 |
|                                 |                                            | Unión Vecinal Federal                     | 1.098                    | 5,97                     |                                 |
|                                 | Frente Cívico                              | 696                                       | 3,78                     |                          |                                 |
|                                 | Partido Socialista                         | 464                                       | 2,52                     |                          |                                 |
|                                 | Movimiento Libres del Sur                  | 156                                       | 0,85                     |                          |                                 |
|                                 | Partido Comunista                          | 135                                       | 0,73                     |                          |                                 |
|                                 | Frente Grande                              | 106                                       | 0,58                     |                          |                                 |
|                                 | Vecinalismo Independiente                  | 104                                       | 0,57                     |                          |                                 |
|                                 | Movimiento Patriótico                      | 89                                        | 0,48                     |                          |                                 |
|                                 | Partido Intransigente                      | 71                                        | 0,39                     |                          |                                 |
| Total alianza                   | Total alianza                              | Total alianza                             | 2.919                    | 15,87                    |                                 |
|                                 | Movimiento de Unidad Popular               | Movimiento de Unidad Popular              | 138                      | 0,75                     |                                 |
|                                 | Frente de Izquierda y de los Trabajadores  | Frente de Izquierda y de los Trabajadores | 101                      | 0,55                     |                                 |
|                                 | Movimiento Socialista de los Trabajadores  | Movimiento Socialista de los Trabajadores | 47                       | 0,26                     |                                 |
| Votos positivos                 | Votos positivos                            | Votos positivos                           | 18.394                   | 87,28                    |                                 |
| Votos en blanco                 | Votos en blanco                            | Votos en blanco                           | 2.562                    | 12,16                    |                                 |
| Votos nulos                     | Votos nulos                                | Votos nulos                               | 118                      | 0,56                     |                                 |
| Participación                   | Participación                              | Participación                             | 21.074                   | 76,38                    |                                 |
| Electores registrados           | Electores registrados                      | Electores registrados                     | 27.591                   | 100                      |                                 |
| San Alberto 1 Legislador        |                                            |                                           |                          |                          |                                 |
| Partido/Alianza                 | Partido/Alianza                            | Partido/Alianza                           | Votos                    | %                        | Electo                          |
|                                 |                                            | Partido Justicialista                     | 5.255                    | 32,23                    |                                 |
|                                 | Acción por la República                    | 673                                       | 4,13                     |                          |                                 |
|                                 | Unión Vecinal de Córdoba                   | 580                                       | 3,56                     |                          |                                 |
|                                 | Partido Demócrata Cristiano                | 489                                       | 3,00                     |                          |                                 |
|                                 | Unión del Centro Democrático               | 401                                       | 2,46                     |                          |                                 |
|                                 | Acción Popular                             | 299                                       | 1,83                     |                          |                                 |
|                                 | Frente Federal de Córdoba                  | 179                                       | 1,10                     |                          |                                 |
|                                 | Nuevo País                                 | 108                                       | 0,66                     |                          |                                 |
|                                 | Política Abierta para la Integridad Social | 47                                        | 0,29                     |                          |                                 |
|                                 | Movimiento de Unidad Vecinalista           | 32                                        | 0,20                     |                          |                                 |
|                                 | Unión Ciudadana                            | 32                                        | 0,20                     |                          |                                 |
|                                 | Partido Demócrata                          | 24                                        | 0,15                     |                          |                                 |
| Total alianza                   | Total alianza                              | Total alianza                             | 8.119                    | 49,80                    | - Alfredo Altamirano            |
|                                 |                                            | Unión Cívica Radical                      | 3.985                    | 24,44                    |                                 |
|                                 | Movimiento de Integración y Desarrollo     | 700                                       | 4,29                     |                          |                                 |
|                                 | Afirmación para una República Igualitaria  | 402                                       | 2,47                     |                          |                                 |
|                                 | Movimiento Popular Cordobés                | 273                                       | 1,67                     |                          |                                 |
|                                 | Recrear para el Crecimiento                | 194                                       | 1,19                     |                          |                                 |
| Total alianza                   | Total alianza                              | Total alianza                             | 5.554                    | 34,07                    |                                 |
|                                 |                                            | Unión Vecinal Federal                     | 829                      | 5,08                     |                                 |
|                                 | Frente Cívico                              | 599                                       | 3,67                     |                          |                                 |
|                                 | Movimiento Libres del Sur                  | 237                                       | 1,45                     |                          |                                 |
|                                 | Partido Comunista                          | 176                                       | 1,08                     |                          |                                 |
|                                 | Partido Socialista                         | 155                                       | 0,95                     |                          |                                 |
|                                 | Frente Grande                              | 152                                       | 0,93                     |                          |                                 |
|                                 | Vecinalismo Independiente                  | 118                                       | 0,72                     |                          |                                 |
|                                 | Partido Intransigente                      | 87                                        | 0,53                     |                          |                                 |
| Total alianza                   | Total alianza                              | Total alianza                             | 2.353                    | 14,43                    |                                 |
|                                 | Movimiento Patriótico                      | Movimiento Patriótico                     | 148                      | 0,91                     |                                 |
|                                 | Frente de Izquierda y de los Trabajadores  | Frente de Izquierda y de los Trabajadores | 77                       | 0,47                     |                                 |
|                                 | Movimiento Socialista de los Trabajadores  | Movimiento Socialista de los Trabajadores | 53                       | 0,33                     |                                 |
| Votos positivos                 | Votos positivos                            | Votos positivos                           | 16.304                   | 92,42                    |                                 |
| Votos en blanco                 | Votos en blanco                            | Votos en blanco                           | 1.162                    | 6,59                     |                                 |
| Votos nulos                     | Votos nulos                                | Votos nulos                               | 175                      | 0,99                     |                                 |
| Participación                   | Participación                              | Participación                             | 17.641                   | 70,97                    |                                 |
| Electores registrados           | Electores registrados                      | Electores registrados                     | 24.856                   | 100                      |                                 |
| San Javier 1 Legislador         |                                            |                                           |                          |                          |                                 |
| Partido/Alianza                 | Partido/Alianza                            | Partido/Alianza                           | Votos                    | %                        | Electo                          |
|                                 |                                            | Unión Cívica Radical                      | 6.952                    | 28,43                    |                                 |
|                                 | Movimiento de Integración y Desarrollo     | 1.690                                     | 6,91                     |                          |                                 |
|                                 | Afirmación para una República Igualitaria  | 870                                       | 3,56                     |                          |                                 |
|                                 | Movimiento Popular Cordobés                | 816                                       | 3,34                     |                          |                                 |
|                                 | Recrear para el Crecimiento                | 579                                       | 2,37                     |                          |                                 |
| Total alianza                   | Total alianza                              | Total alianza                             | 10.907                   | 44,60                    | - Ítalo Gudiño                  |
|                                 |                                            | Partido Justicialista                     | 6.608                    | 27,02                    |                                 |
|                                 | Acción por la República                    | 1.139                                     | 4,66                     |                          |                                 |
|                                 | Partido Demócrata Cristiano                | 617                                       | 2,52                     |                          |                                 |
|                                 | Unión del Centro Democrático               | 466                                       | 1,91                     |                          |                                 |
|                                 | Acción Popular                             | 354                                       | 1,45                     |                          |                                 |
|                                 | Unión Vecinal de Córdoba                   | 301                                       | 1,23                     |                          |                                 |
|                                 | Unión Ciudadana                            | 207                                       | 0,85                     |                          |                                 |
|                                 | Movimiento de Unidad Vecinalista           | 160                                       | 0,65                     |                          |                                 |
|                                 | Política Abierta para la Integridad Social | 105                                       | 0,43                     |                          |                                 |
|                                 | Frente Federal de Córdoba                  | 57                                        | 0,23                     |                          |                                 |
|                                 | Nuevo País                                 | 20                                        | 0,08                     |                          |                                 |
| Total alianza                   | Total alianza                              | Total alianza                             | 10.034                   | 41,03                    |                                 |
|                                 |                                            | Vecinalismo Independiente                 | 1.296                    | 5,30                     |                                 |
|                                 | Movimiento Patriótico                      | 366                                       | 1,50                     |                          |                                 |
| Total alianza                   | Total alianza                              | Total alianza                             | 1.662                    | 6,80                     |                                 |
|                                 |                                            | Frente Cívico                             | 563                      | 2,30                     |                                 |
|                                 | Movimiento Libres del Sur                  | 365                                       | 1,49                     |                          |                                 |
|                                 | Partido Comunista                          | 114                                       | 0,47                     |                          |                                 |
|                                 | Frente Grande                              | 107                                       | 0,44                     |                          |                                 |
|                                 | Partido Intransigente                      | 75                                        | 0,31                     |                          |                                 |
|                                 | Partido Socialista                         | 75                                        | 0,31                     |                          |                                 |
| Total alianza                   | Total alianza                              | Total alianza                             | 1.299                    | 5,31                     |                                 |
|                                 | Unión Vecinal Federal                      | Unión Vecinal Federal                     | 332                      | 1,36                     |                                 |
|                                 | Frente de Izquierda y de los Trabajadores  | Frente de Izquierda y de los Trabajadores | 129                      | 0,53                     |                                 |
|                                 | Partido de los Trabajadores Socialistas    | Partido de los Trabajadores Socialistas   | 49                       | 0,20                     |                                 |
|                                 | Movimiento Socialista de los Trabajadores  | Movimiento Socialista de los Trabajadores | 42                       | 0,17                     |                                 |
| Votos positivos                 | Votos positivos                            | Votos positivos                           | 24.454                   | 90,67                    |                                 |
| Votos en blanco                 | Votos en blanco                            | Votos en blanco                           | 2.370                    | 8,79                     |                                 |
| Votos nulos                     | Votos nulos                                | Votos nulos                               | 147                      | 0,55                     |                                 |
| Participación                   | Participación                              | Participación                             | 26.971                   | 73,28                    |                                 |
| Electores registrados           | Electores registrados                      | Electores registrados                     | 36.803                   | 100                      |                                 |
| San Justo 1 Legislador          |                                            |                                           |                          |                          |                                 |
| Partido/Alianza                 | Partido/Alianza                            | Partido/Alianza                           | Votos                    | %                        | Electo                          |
|                                 |                                            | Partido Justicialista                     | 23.573                   | 22,98                    |                                 |
|                                 | Partido Demócrata Cristiano                | 4.755                                     | 4,64                     |                          |                                 |
|                                 | Unión del Centro Democrático               | 3.902                                     | 3,80                     |                          |                                 |
|                                 | Acción por la República                    | 3.448                                     | 3,36                     |                          |                                 |
|                                 | Acción Popular                             | 3.412                                     | 3,33                     |                          |                                 |
|                                 | Frente Federal de Córdoba                  | 2.028                                     | 1,98                     |                          |                                 |
|                                 | Unión Ciudadana                            | 1.825                                     | 1,78                     |                          |                                 |
|                                 | Unión Vecinal de Córdoba                   | 1.095                                     | 1,07                     |                          |                                 |
|                                 | Nuevo País                                 | 1.073                                     | 1,05                     |                          |                                 |
|                                 | Movimiento de Unidad Vecinalista           | 541                                       | 0,53                     |                          |                                 |
|                                 | Política Abierta para la Integridad Social | 218                                       | 0,21                     |                          |                                 |
|                                 | Partido Demócrata                          | 2                                         | 0,00                     |                          |                                 |
| Total alianza                   | Total alianza                              | Total alianza                             | 45.872                   | 44,72                    | - Horacio Alejo Senn            |
|                                 |                                            | Unión Cívica Radical                      | 20.586                   | 20,07                    |                                 |
|                                 | Afirmación para una República Igualitaria  | 3.983                                     | 3,88                     |                          |                                 |
|                                 | Movimiento de Integración y Desarrollo     | 2.548                                     | 2,48                     |                          |                                 |
|                                 | Recrear para el Crecimiento                | 2.087                                     | 2,03                     |                          |                                 |
|                                 | Movimiento Popular Cordobés                | 1.905                                     | 1,86                     |                          |                                 |
| Total alianza                   | Total alianza                              | Total alianza                             | 31.109                   | 30,33                    |                                 |
|                                 |                                            | Frente Cívico                             | 5.306                    | 5,17                     |                                 |
|                                 | Movimiento Libres del Sur                  | 3.395                                     | 3,31                     |                          |                                 |
|                                 | Frente Grande                              | 2.957                                     | 2,88                     |                          |                                 |
|                                 | Partido Comunista                          | 2.796                                     | 2,73                     |                          |                                 |
|                                 | Vecinalismo Independiente                  | 2.088                                     | 2,04                     |                          |                                 |
|                                 | Partido Socialista                         | 1.940                                     | 1,89                     |                          |                                 |
|                                 | Unión Vecinal Federal                      | 1.736                                     | 1,69                     |                          |                                 |
|                                 | Partido Intransigente                      | 1.565                                     | 1,53                     |                          |                                 |
|                                 | Movimiento Patriótico                      | 1.343                                     | 1,31                     |                          |                                 |
| Total alianza                   | Total alianza                              | Total alianza                             | 23.126                   | 22,55                    |                                 |
|                                 | Frente de Izquierda y de los Trabajadores  | Frente de Izquierda y de los Trabajadores | 1.348                    | 1,31                     |                                 |
|                                 | Partido Humanista                          | Partido Humanista                         | 678                      | 0,66                     |                                 |
|                                 | Movimiento Socialista de los Trabajadores  | Movimiento Socialista de los Trabajadores | 441                      | 0,43                     |                                 |
| Votos positivos                 | Votos positivos                            | Votos positivos                           | 102.574                  | 89,85                    |                                 |
| Votos en blanco                 | Votos en blanco                            | Votos en blanco                           | 9.862                    | 8,64                     |                                 |
| Votos nulos                     | Votos nulos                                | Votos nulos                               | 1.727                    | 1,51                     |                                 |
| Participación                   | Participación                              | Participación                             | 114.163                  | 74,14                    |                                 |
| Electores registrados           | Electores registrados                      | Electores registrados                     | 153.978                  | 100                      |                                 |
| Santa María 1 Legislador        |                                            |                                           |                          |                          |                                 |
| Partido/Alianza                 | Partido/Alianza                            | Partido/Alianza                           | Votos                    | %                        | Electo                          |
|                                 |                                            | Partido Justicialista                     | 10.181                   | 25,36                    |                                 |
|                                 | Unión del Centro Democrático               | 1.554                                     | 3,87                     |                          |                                 |
|                                 | Acción por la República                    | 1.393                                     | 3,47                     |                          |                                 |
|                                 | Partido Demócrata Cristiano                | 1.159                                     | 2,89                     |                          |                                 |
|                                 | Acción Popular                             | 1.018                                     | 2,54                     |                          |                                 |
|                                 | Unión Ciudadana                            | 536                                       | 1,34                     |                          |                                 |
|                                 | Frente Federal de Córdoba                  | 432                                       | 1,08                     |                          |                                 |
|                                 | Movimiento de Unidad Vecinalista           | 342                                       | 0,85                     |                          |                                 |
|                                 | Unión Vecinal de Córdoba                   | 241                                       | 0,60                     |                          |                                 |
|                                 | Nuevo País                                 | 187                                       | 0,47                     |                          |                                 |
|                                 | Política Abierta para la Integridad Social | 119                                       | 0,30                     |                          |                                 |
|                                 | Partido Demócrata                          | 92                                        | 0,23                     |                          |                                 |
| Total alianza                   | Total alianza                              | Total alianza                             | 17.254                   | 42,98                    | - Walter Eduardo Saieg          |
|                                 |                                            | Frente Cívico                             | 2.852                    | 7,10                     |                                 |
|                                 | Movimiento Libres del Sur                  | 1.796                                     | 4,47                     |                          |                                 |
|                                 | Movimiento Patriótico                      | 1.601                                     | 3,99                     |                          |                                 |
|                                 | Unión Vecinal Federal                      | 1.320                                     | 3,29                     |                          |                                 |
|                                 | Partido Comunista                          | 1.090                                     | 2,72                     |                          |                                 |
|                                 | Frente Grande                              | 1.020                                     | 2,54                     |                          |                                 |
|                                 | Partido Socialista                         | 1.010                                     | 2,52                     |                          |                                 |
|                                 | Partido Intransigente                      | 731                                       | 1,82                     |                          |                                 |
|                                 | Vecinalismo Independiente                  | 717                                       | 1,79                     |                          |                                 |
| Total alianza                   | Total alianza                              | Total alianza                             | 12.137                   | 30,24                    |                                 |
|                                 |                                            | Unión Cívica Radical                      | 5.340                    | 13,30                    |                                 |
|                                 | Afirmación para una República Igualitaria  | 1.150                                     | 2,86                     |                          |                                 |
|                                 | Movimiento de Integración y Desarrollo     | 956                                       | 2,38                     |                          |                                 |
|                                 | Movimiento Popular Cordobés                | 944                                       | 2,35                     |                          |                                 |
|                                 | Recrear para el Crecimiento                | 558                                       | 1,39                     |                          |                                 |
| Total alianza                   | Total alianza                              | Total alianza                             | 8.948                    | 22,29                    |                                 |
|                                 | Frente de Izquierda y de los Trabajadores  | Frente de Izquierda y de los Trabajadores | 727                      | 1,81                     |                                 |
|                                 | Partido de los Trabajadores Socialistas    | Partido de los Trabajadores Socialistas   | 401                      | 1,00                     |                                 |
|                                 | Partido Humanista                          | Partido Humanista                         | 294                      | 0,73                     |                                 |
|                                 | Movimiento Socialista de los Trabajadores  | Movimiento Socialista de los Trabajadores | 276                      | 0,69                     |                                 |
|                                 | Movimiento de Unidad Popular               | Movimiento de Unidad Popular              | 104                      | 0,26                     |                                 |
| Votos positivos                 | Votos positivos                            | Votos positivos                           | 40.141                   | 85,82                    |                                 |
| Votos en blanco                 | Votos en blanco                            | Votos en blanco                           | 5.440                    | 11,63                    |                                 |
| Votos nulos                     | Votos nulos                                | Votos nulos                               | 1.192                    | 2,55                     |                                 |
| Participación                   | Participación                              | Participación                             | 46.773                   | 72,56                    |                                 |
| Electores registrados           | Electores registrados                      | Electores registrados                     | 64.461                   | 100                      |                                 |
| Sobremonte 1 Legislador         |                                            |                                           |                          |                          |                                 |
| Partido/Alianza                 | Partido/Alianza                            | Partido/Alianza                           | Votos                    | %                        | Electo                          |
|                                 |                                            | Partido Justicialista                     | 1.126                    | 41,17                    |                                 |
|                                 | Acción por la República                    | 75                                        | 2,74                     |                          |                                 |
|                                 | Partido Demócrata Cristiano                | 62                                        | 2,27                     |                          |                                 |
|                                 | Unión del Centro Democrático               | 54                                        | 1,97                     |                          |                                 |
|                                 | Unión Ciudadana                            | 5                                         | 0,18                     |                          |                                 |
|                                 | Unión Vecinal de Córdoba                   | 2                                         | 0,07                     |                          |                                 |
| Total alianza                   | Total alianza                              | Total alianza                             | 1.324                    | 48,41                    | - Walter Osvaldo Solusolia      |
|                                 |                                            | Unión Cívica Radical                      | 999                      | 36,53                    |                                 |
|                                 | Afirmación para una República Igualitaria  | 70                                        | 2,56                     |                          |                                 |
|                                 | Movimiento Popular Cordobés                | 63                                        | 2,30                     |                          |                                 |
|                                 | Recrear para el Crecimiento                | 44                                        | 1,61                     |                          |                                 |
|                                 | Movimiento de Integración y Desarrollo     | 21                                        | 0,77                     |                          |                                 |
| Total alianza                   | Total alianza                              | Total alianza                             | 1.197                    | 43,77                    |                                 |
|                                 |                                            | Frente Cívico                             | 122                      | 4,46                     |                                 |
|                                 | Partido Socialista                         | 20                                        | 0,73                     |                          |                                 |
|                                 | Unión Vecinal Federal                      | 19                                        | 0,69                     |                          |                                 |
|                                 | Partido Comunista                          | 15                                        | 0,55                     |                          |                                 |
|                                 | Movimiento Patriótico                      | 13                                        | 0,48                     |                          |                                 |
|                                 | Partido Intransigente                      | 10                                        | 0,37                     |                          |                                 |
|                                 | Frente Grande                              | 10                                        | 0,37                     |                          |                                 |
|                                 | Vecinalismo Independiente                  | 5                                         | 0,18                     |                          |                                 |
| Total alianza                   | Total alianza                              | Total alianza                             | 214                      | 7,82                     |                                 |
| Votos positivos                 | Votos positivos                            | Votos positivos                           | 2.735                    | 95,46                    |                                 |
| Votos en blanco                 | Votos en blanco                            | Votos en blanco                           | 120                      | 4,19                     |                                 |
| Votos nulos                     | Votos nulos                                | Votos nulos                               | 10                       | 0,35                     |                                 |
| Participación                   | Participación                              | Participación                             | 2.865                    | 75,39                    |                                 |
| Electores registrados           | Electores registrados                      | Electores registrados                     | 3.800                    | 100                      |                                 |
| Tercero Arriba 1 Legislador     |                                            |                                           |                          |                          |                                 |
| Partido/Alianza                 | Partido/Alianza                            | Partido/Alianza                           | Votos                    | %                        | Electo                          |
|                                 |                                            | Partido Justicialista                     | 10.893                   | 18,81                    |                                 |
|                                 | Unión del Centro Democrático               | 2.501                                     | 4,32                     |                          |                                 |
|                                 | Acción por la República                    | 2.492                                     | 4,30                     |                          |                                 |
|                                 | Partido Demócrata Cristiano                | 2.376                                     | 4,10                     |                          |                                 |
|                                 | Acción Popular                             | 1.556                                     | 2,69                     |                          |                                 |
|                                 | Unión Vecinal de Córdoba                   | 838                                       | 1,45                     |                          |                                 |
|                                 | Unión Ciudadana                            | 733                                       | 1,27                     |                          |                                 |
|                                 | Nuevo País                                 | 570                                       | 0,98                     |                          |                                 |
|                                 | Movimiento de Unidad Vecinalista           | 371                                       | 0,64                     |                          |                                 |
|                                 | Frente Federal de Córdoba                  | 256                                       | 0,44                     |                          |                                 |
|                                 | Política Abierta para la Integridad Social | 229                                       | 0,40                     |                          |                                 |
|                                 | Partido Demócrata                          | 208                                       | 0,36                     |                          |                                 |
| Total alianza                   | Total alianza                              | Total alianza                             | 23.023                   | 39,75                    | - José Luis Scarlatto           |
|                                 |                                            | Frente Cívico                             | 7.974                    | 13,77                    |                                 |
|                                 | Movimiento Libres del Sur                  | 2.033                                     | 3,51                     |                          |                                 |
|                                 | Unión Vecinal Federal                      | 1.378                                     | 2,38                     |                          |                                 |
|                                 | Partido Comunista                          | 1.338                                     | 2,31                     |                          |                                 |
|                                 | Partido Socialista                         | 1.248                                     | 2,15                     |                          |                                 |
|                                 | Frente Grande                              | 1.227                                     | 2,12                     |                          |                                 |
|                                 | Vecinalismo Independiente                  | 1.148                                     | 1,98                     |                          |                                 |
|                                 | Partido Intransigente                      | 931                                       | 1,61                     |                          |                                 |
|                                 | Movimiento Patriótico                      | 780                                       | 1,35                     |                          |                                 |
| Total alianza                   | Total alianza                              | Total alianza                             | 18.057                   | 31,18                    |                                 |
|                                 |                                            | Unión Cívica Radical                      | 9.815                    | 16,95                    |                                 |
|                                 | Afirmación para una República Igualitaria  | 1.890                                     | 3,26                     |                          |                                 |
|                                 | Movimiento de Integración y Desarrollo     | 1.158                                     | 2,00                     |                          |                                 |
|                                 | Movimiento Popular Cordobés                | 842                                       | 1,45                     |                          |                                 |
|                                 | Recrear para el Crecimiento                | 795                                       | 1,37                     |                          |                                 |
| Total alianza                   | Total alianza                              | Total alianza                             | 14.500                   | 25,04                    |                                 |
|                                 | Frente de Izquierda y de los Trabajadores  | Frente de Izquierda y de los Trabajadores | 829                      | 1,43                     |                                 |
|                                 | Partido Humanista                          | Partido Humanista                         | 516                      | 0,89                     |                                 |
|                                 | Partido de los Trabajadores Socialistas    | Partido de los Trabajadores Socialistas   | 453                      | 0,78                     |                                 |
|                                 | Movimiento Socialista de los Trabajadores  | Movimiento Socialista de los Trabajadores | 291                      | 0,50                     |                                 |
|                                 | Movimiento de Unidad Popular               | Movimiento de Unidad Popular              | 243                      | 0,42                     |                                 |
|                                 | Movimiento de Acción Vecinal               | Movimiento de Acción Vecinal              | 1                        | 0,00                     |                                 |
| Votos positivos                 | Votos positivos                            | Votos positivos                           | 57.913                   | 89,66                    |                                 |
| Votos en blanco                 | Votos en blanco                            | Votos en blanco                           | 5.587                    | 8,65                     |                                 |
| Votos nulos                     | Votos nulos                                | Votos nulos                               | 1.095                    | 1,70                     |                                 |
| Participación                   | Participación                              | Participación                             | 64.595                   | 75,08                    |                                 |
| Electores registrados           | Electores registrados                      | Electores registrados                     | 86.040                   | 100                      |                                 |
| Totoral 1 Legislador            |                                            |                                           |                          |                          |                                 |
| Partido/Alianza                 | Partido/Alianza                            | Partido/Alianza                           | Votos                    | %                        | Electo                          |
|                                 |                                            | Unión Cívica Radical                      | 3.243                    | 35,60                    |                                 |
|                                 | Movimiento Popular Cordobés                | 411                                       | 4,51                     |                          |                                 |
|                                 | Movimiento de Integración y Desarrollo     | 404                                       | 4,44                     |                          |                                 |
|                                 | Recrear para el Crecimiento                | 390                                       | 4,28                     |                          |                                 |
|                                 | Afirmación para una República Igualitaria  | 255                                       | 2,80                     |                          |                                 |
| Total alianza                   | Total alianza                              | Total alianza                             | 4.703                    | 51,63                    | - Alicio Carnelutti             |
|                                 |                                            | Partido Justicialista                     | 2.782                    | 30,54                    |                                 |
|                                 | Acción por la República                    | 292                                       | 3,21                     |                          |                                 |
|                                 | Unión del Centro Democrático               | 166                                       | 1,82                     |                          |                                 |
|                                 | Partido Demócrata Cristiano                | 146                                       | 1,60                     |                          |                                 |
|                                 | Unión Ciudadana                            | 98                                        | 1,08                     |                          |                                 |
|                                 | Acción Popular                             | 90                                        | 0,99                     |                          |                                 |
|                                 | Partido Demócrata                          | 62                                        | 0,68                     |                          |                                 |
|                                 | Unión Vecinal de Córdoba                   | 57                                        | 0,63                     |                          |                                 |
|                                 | Nuevo País                                 | 52                                        | 0,57                     |                          |                                 |
|                                 | Movimiento de Unidad Vecinalista           | 44                                        | 0,48                     |                          |                                 |
|                                 | Frente Federal de Córdoba                  | 43                                        | 0,47                     |                          |                                 |
|                                 | Política Abierta para la Integridad Social | 33                                        | 0,36                     |                          |                                 |
| Total alianza                   | Total alianza                              | Total alianza                             | 3.865                    | 42,43                    |                                 |
|                                 |                                            | Frente Cívico                             | 305                      | 3,35                     |                                 |
|                                 | Movimiento Patriótico                      | 70                                        | 0,77                     |                          |                                 |
|                                 | Movimiento Libres del Sur                  | 56                                        | 0,61                     |                          |                                 |
|                                 | Partido Socialista                         | 38                                        | 0,42                     |                          |                                 |
|                                 | Unión Vecinal Federal                      | 30                                        | 0,33                     |                          |                                 |
|                                 | Vecinalismo Independiente                  | 26                                        | 0,29                     |                          |                                 |
|                                 | Partido Intransigente                      | 16                                        | 0,18                     |                          |                                 |
| Total alianza                   | Total alianza                              | Total alianza                             | 541                      | 5,94                     |                                 |
| Votos positivos                 | Votos positivos                            | Votos positivos                           | 9.109                    | 89,64                    |                                 |
| Votos en blanco                 | Votos en blanco                            | Votos en blanco                           | 981                      | 9,65                     |                                 |
| Votos nulos                     | Votos nulos                                | Votos nulos                               | 72                       | 0,71                     |                                 |
| Participación                   | Participación                              | Participación                             | 10.162                   | 77,51                    |                                 |
| Electores registrados           | Electores registrados                      | Electores registrados                     | 13.110                   | 100                      |                                 |
| Tulumba 1 Legislador            |                                            |                                           |                          |                          |                                 |
| Partido/Alianza                 | Partido/Alianza                            | Partido/Alianza                           | Votos                    | %                        | Electo                          |
|                                 |                                            | Partido Justicialista                     | 2.353                    | 32,94                    |                                 |
|                                 | Unión del Centro Democrático               | 414                                       | 5,80                     |                          |                                 |
|                                 | Partido Demócrata Cristiano                | 133                                       | 1,86                     |                          |                                 |
|                                 | Unión Ciudadana                            | 94                                        | 1,32                     |                          |                                 |
|                                 | Acción por la República                    | 87                                        | 1,22                     |                          |                                 |
|                                 | Nuevo País                                 | 48                                        | 0,67                     |                          |                                 |
|                                 | Política Abierta para la Integridad Social | 33                                        | 0,46                     |                          |                                 |
|                                 | Movimiento de Unidad Vecinalista           | 30                                        | 0,42                     |                          |                                 |
|                                 | Acción Popular                             | 25                                        | 0,35                     |                          |                                 |
|                                 | Unión Vecinal de Córdoba                   | 19                                        | 0,27                     |                          |                                 |
| Total alianza                   | Total alianza                              | Total alianza                             | 3.236                    | 45,30                    | - José Benito Carreras          |
|                                 |                                            | Frente Cívico                             | 1.334                    | 18,68                    |                                 |
|                                 | Vecinalismo Independiente                  | 774                                       | 10,84                    |                          |                                 |
|                                 | Movimiento Patriótico                      | 348                                       | 4,87                     |                          |                                 |
|                                 | Partido Socialista                         | 161                                       | 2,25                     |                          |                                 |
|                                 | Frente Grande                              | 87                                        | 1,22                     |                          |                                 |
|                                 | Partido Intransigente                      | 82                                        | 1,15                     |                          |                                 |
|                                 | Unión Vecinal Federal                      | 43                                        | 0,60                     |                          |                                 |
|                                 | Movimiento Libres del Sur                  | 36                                        | 0,50                     |                          |                                 |
| Total alianza                   | Total alianza                              | Total alianza                             | 2.865                    | 40,11                    |                                 |
|                                 |                                            | Unión Cívica Radical                      | 571                      | 7,99                     |                                 |
|                                 | Afirmación para una República Igualitaria  | 78                                        | 1,09                     |                          |                                 |
| Total alianza                   | Total alianza                              | Total alianza                             | 649                      | 9,09                     |                                 |
|                                 | Movimiento de Integración y Desarrollo     | Movimiento de Integración y Desarrollo    | 393                      | 5,50                     |                                 |
| Votos positivos                 | Votos positivos                            | Votos positivos                           | 7.143                    | 92,22                    |                                 |
| Votos en blanco                 | Votos en blanco                            | Votos en blanco                           | 572                      | 7,38                     |                                 |
| Votos nulos                     | Votos nulos                                | Votos nulos                               | 31                       | 0,40                     |                                 |
| Participación                   | Participación                              | Participación                             | 7.746                    | 72,96                    |                                 |
| Electores registrados           | Electores registrados                      | Electores registrados                     | 10.617                   | 100                      |                                 |
| Unión 1 Legislador              |                                            |                                           |                          |                          |                                 |
| Partido/Alianza                 | Partido/Alianza                            | Partido/Alianza                           | Votos                    | %                        | Electo                          |
|                                 |                                            | Partido Justicialista                     | 16.383                   | 29,81                    |                                 |
|                                 | Acción por la República                    | 3.733                                     | 6,79                     |                          |                                 |
|                                 | Unión del Centro Democrático               | 2.169                                     | 3,95                     |                          |                                 |
|                                 | Partido Demócrata Cristiano                | 1.860                                     | 3,38                     |                          |                                 |
|                                 | Movimiento de Unidad Vecinalista           | 1.588                                     | 2,89                     |                          |                                 |
|                                 | Acción Popular                             | 1.242                                     | 2,26                     |                          |                                 |
|                                 | Frente Federal de Córdoba                  | 806                                       | 1,47                     |                          |                                 |
|                                 | Unión Vecinal de Córdoba                   | 676                                       | 1,23                     |                          |                                 |
|                                 | Unión Ciudadana                            | 647                                       | 1,18                     |                          |                                 |
|                                 | Política Abierta para la Integridad Social | 556                                       | 1,01                     |                          |                                 |
|                                 | Nuevo País                                 | 207                                       | 0,38                     |                          |                                 |
|                                 | Partido Demócrata                          | 59                                        | 0,11                     |                          |                                 |
| Total alianza                   | Total alianza                              | Total alianza                             | 29.926                   | 54,46                    | - Domingo Ángel Carbonetti      |
|                                 |                                            | Unión Cívica Radical                      | 9.604                    | 17,48                    |                                 |
|                                 | Afirmación para una República Igualitaria  | 1.919                                     | 3,49                     |                          |                                 |
|                                 | Movimiento de Integración y Desarrollo     | 1.480                                     | 2,69                     |                          |                                 |
|                                 | Recrear para el Crecimiento                | 1.151                                     | 2,09                     |                          |                                 |
|                                 | Movimiento Popular Cordobés                | 613                                       | 1,12                     |                          |                                 |
| Total alianza                   | Total alianza                              | Total alianza                             | 14.767                   | 26,87                    |                                 |
|                                 |                                            | Frente Cívico                             | 3.013                    | 5,48                     |                                 |
|                                 | Partido Socialista                         | 1.344                                     | 2,45                     |                          |                                 |
|                                 | Movimiento Libres del Sur                  | 1.316                                     | 2,39                     |                          |                                 |
|                                 | Unión Vecinal Federal                      | 1.254                                     | 2,28                     |                          |                                 |
|                                 | Movimiento Patriótico                      | 939                                       | 1,71                     |                          |                                 |
|                                 | Frente Grande                              | 909                                       | 1,65                     |                          |                                 |
|                                 | Partido Comunista                          | 439                                       | 0,80                     |                          |                                 |
|                                 | Vecinalismo Independiente                  | 435                                       | 0,79                     |                          |                                 |
|                                 | Partido Intransigente                      | 170                                       | 0,31                     |                          |                                 |
| Total alianza                   | Total alianza                              | Total alianza                             | 9.819                    | 17,87                    |                                 |
|                                 | Frente de Izquierda y de los Trabajadores  | Frente de Izquierda y de los Trabajadores | 310                      | 0,56                     |                                 |
|                                 | Movimiento Socialista de los Trabajadores  | Movimiento Socialista de los Trabajadores | 127                      | 0,23                     |                                 |
| Votos positivos                 | Votos positivos                            | Votos positivos                           | 54.949                   | 88,90                    |                                 |
| Votos en blanco                 | Votos en blanco                            | Votos en blanco                           | 6.420                    | 10,39                    |                                 |
| Votos nulos                     | Votos nulos                                | Votos nulos                               | 443                      | 0,72                     |                                 |
| Participación                   | Participación                              | Participación                             | 61.812                   | 77,04                    |                                 |
| Electores registrados           | Electores registrados                      | Electores registrados                     | 80.235                   | 100                      |                                 |